# ابو مینا
ابو مینا (عربی مصری: ابو مينا) یک صومعه، مرکز زیارتگاهی مسیحی و شهری قدیمی در ۴۵ کیلومتری شهر اسکندریه، مصر است.
این صومعه که در دوران باستان متأخر ساخته شده در سال ۱۹۷۹ در فهرست میراث جهانی یونسکو ثبت شده است، براساس آثار به‌جا مانده از این مجموعه سبک معماری آن بازیلیکا بوده است.

## نگارخانه

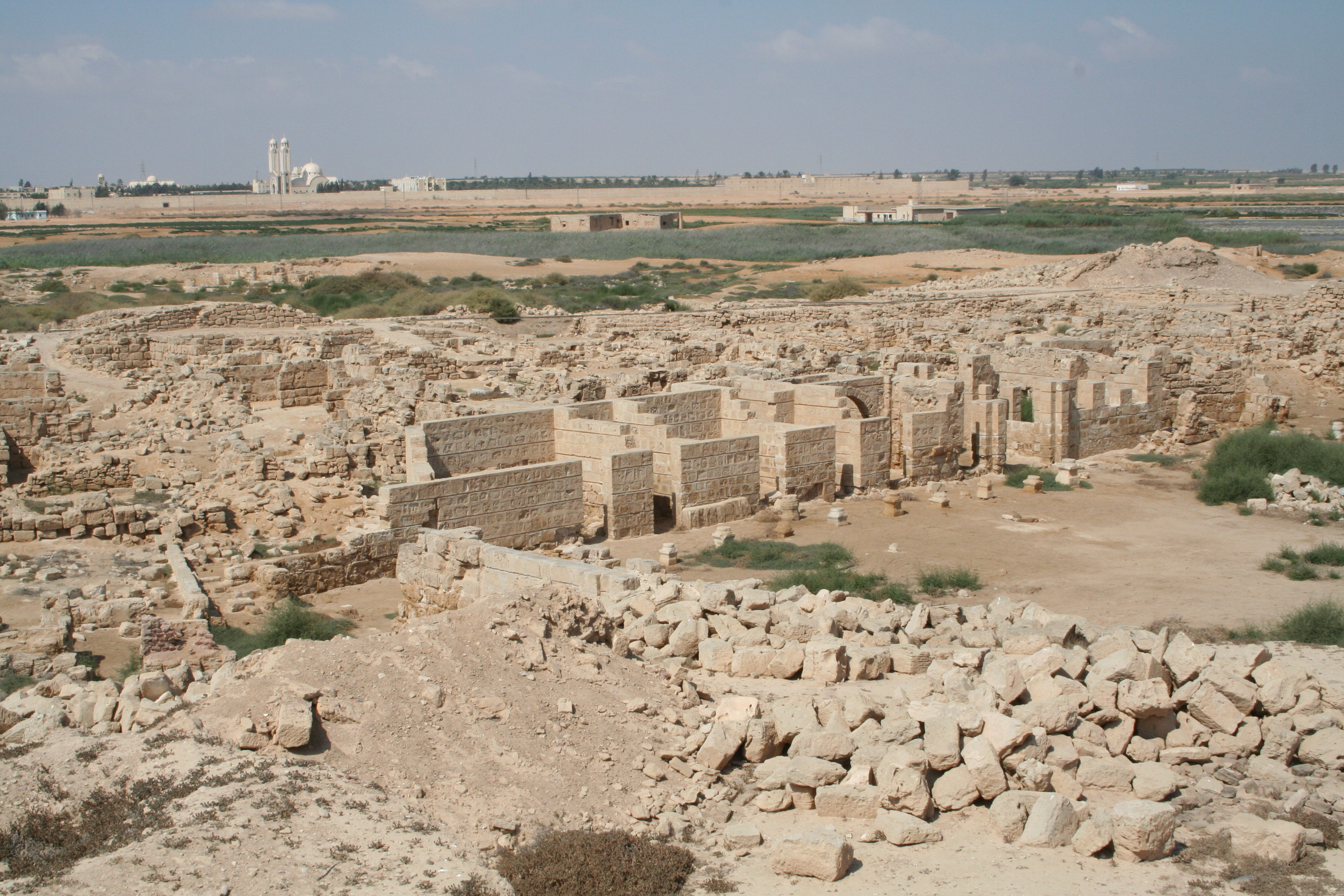
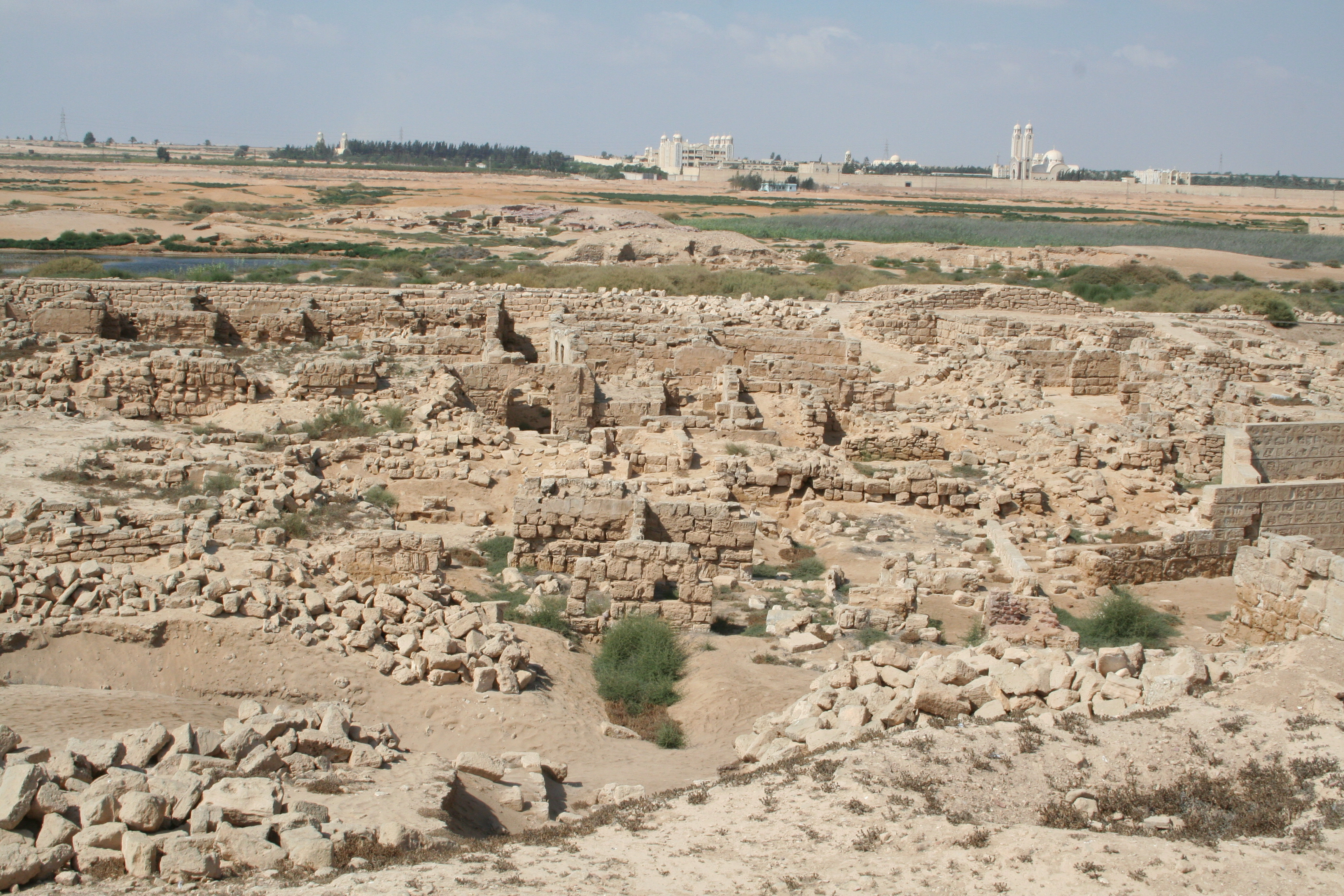
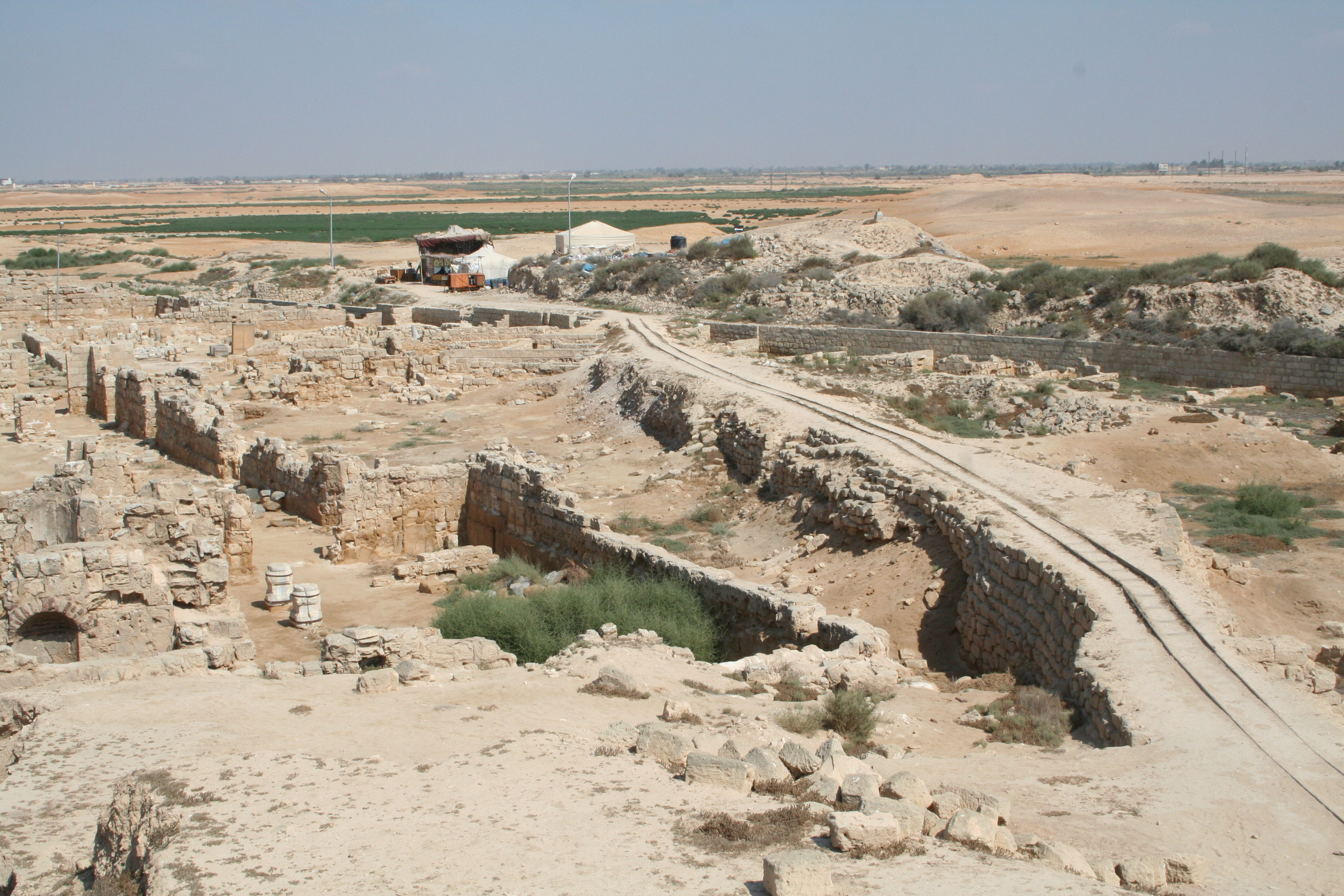
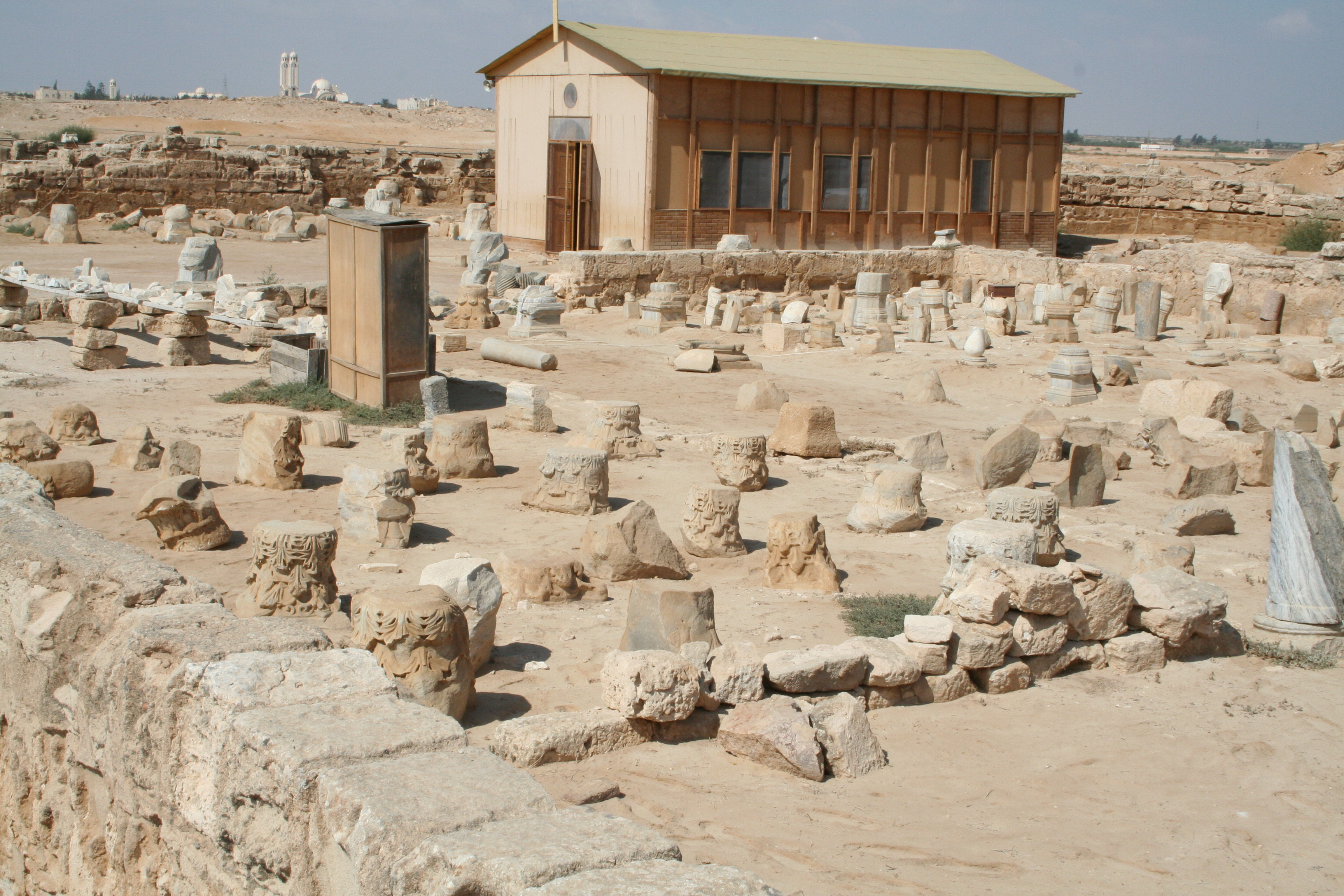
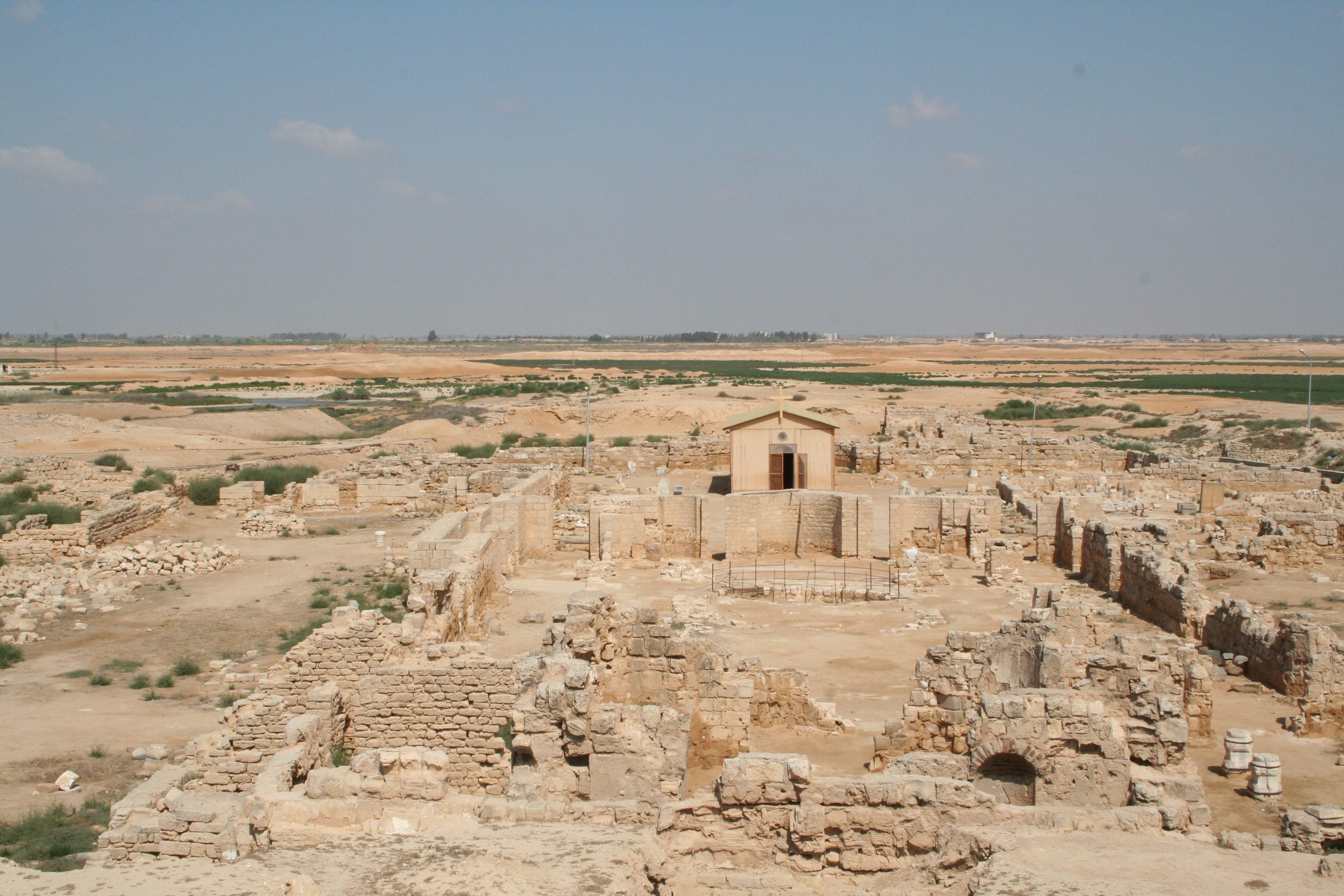
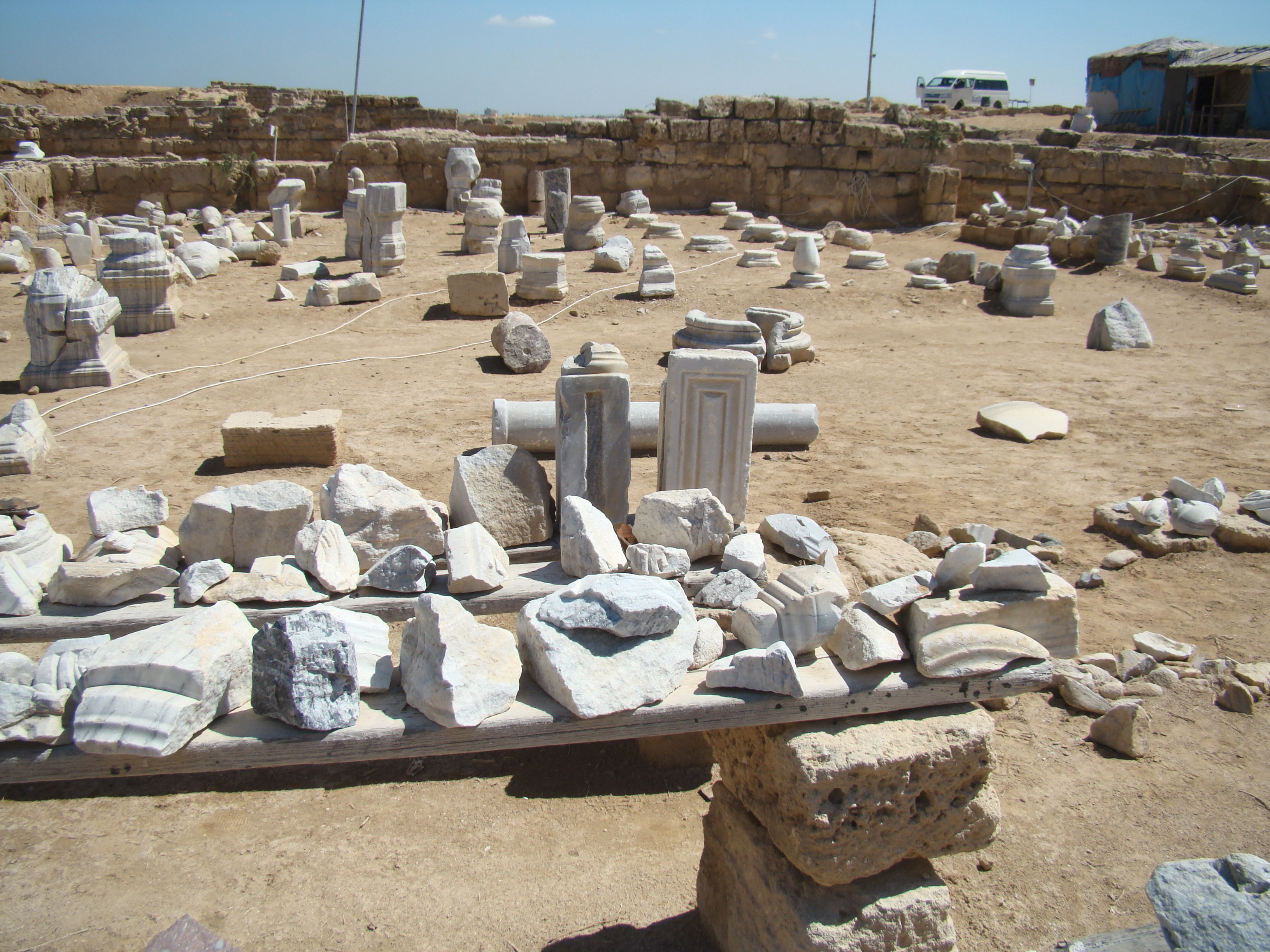
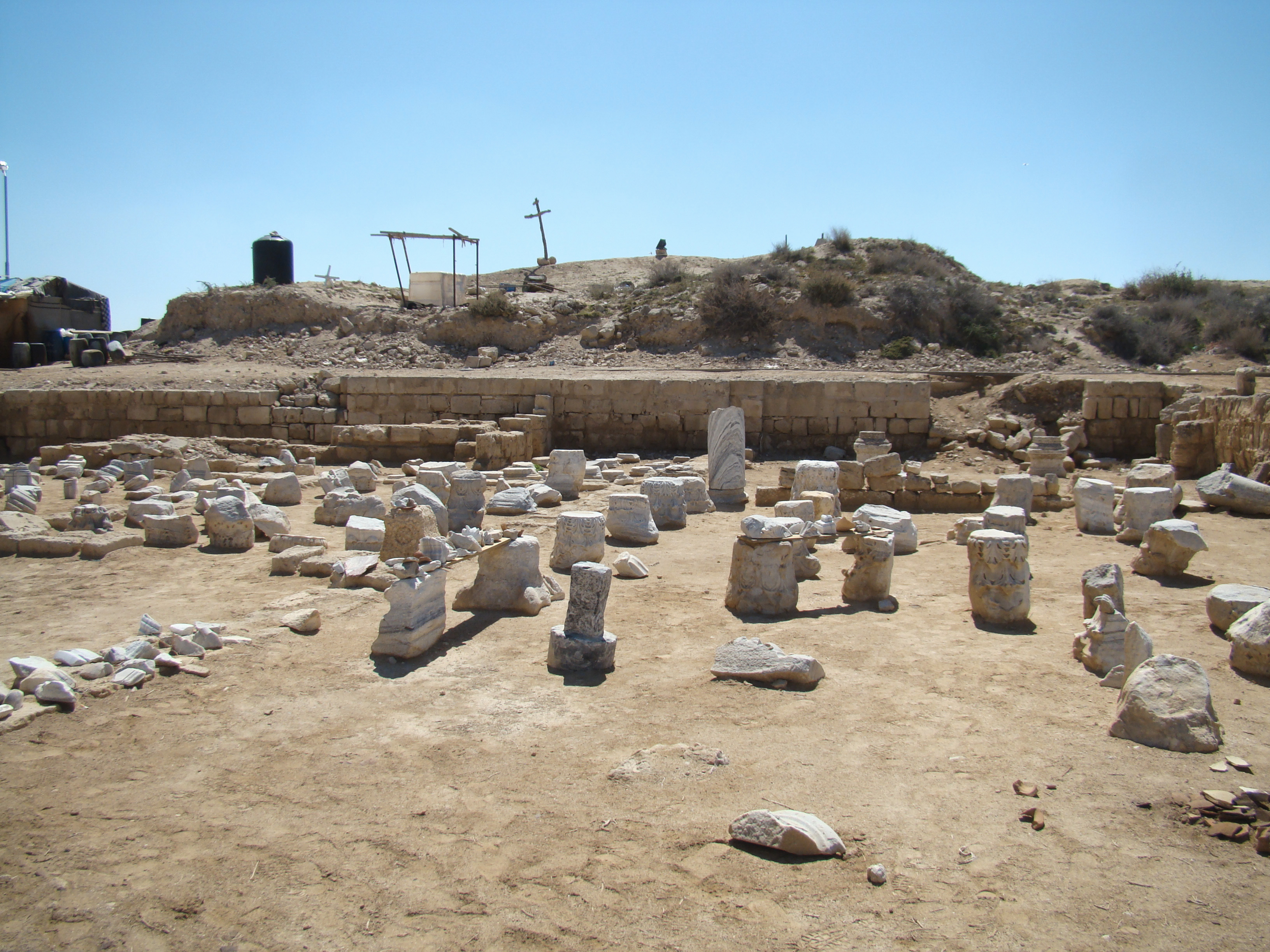
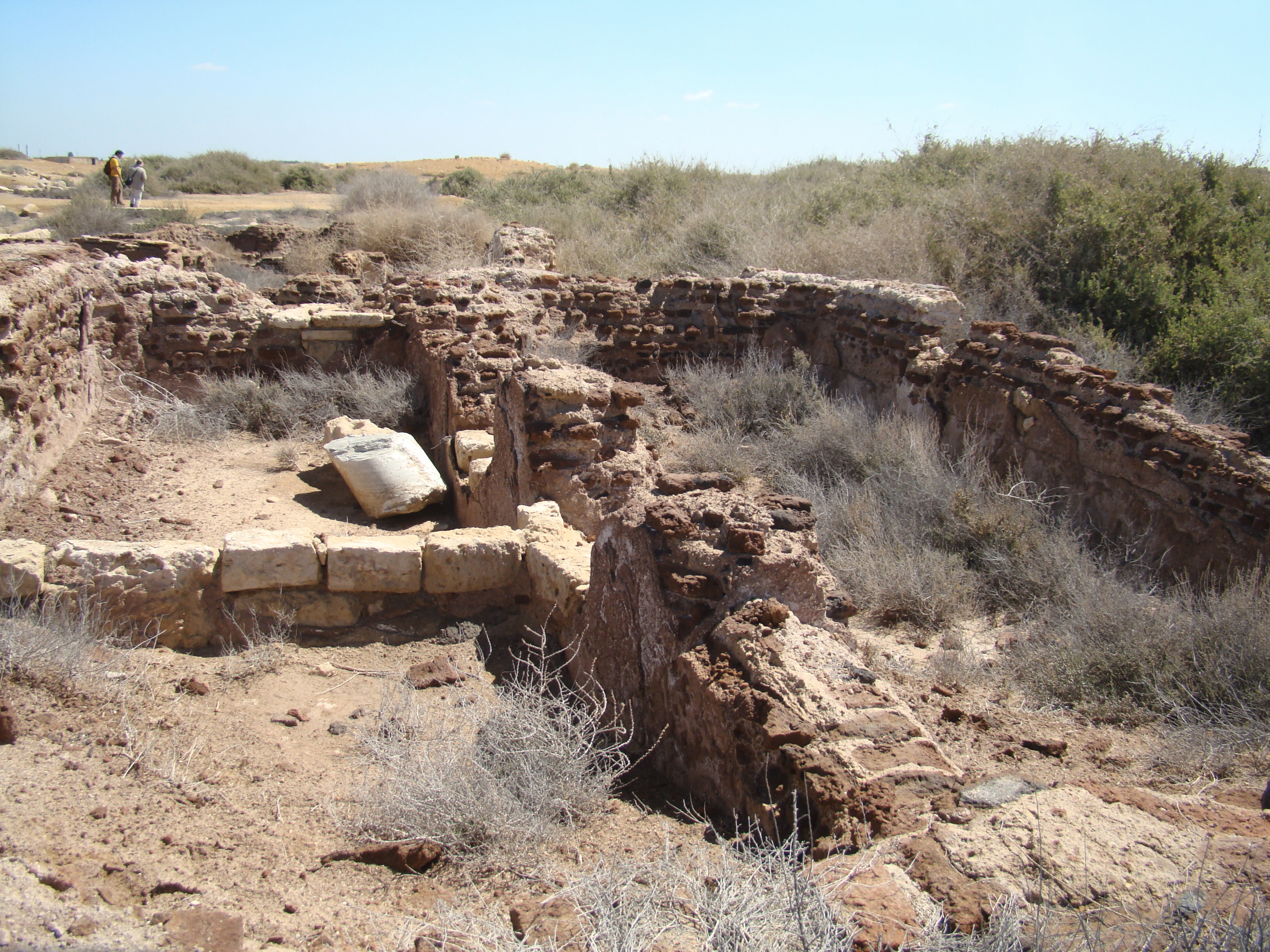
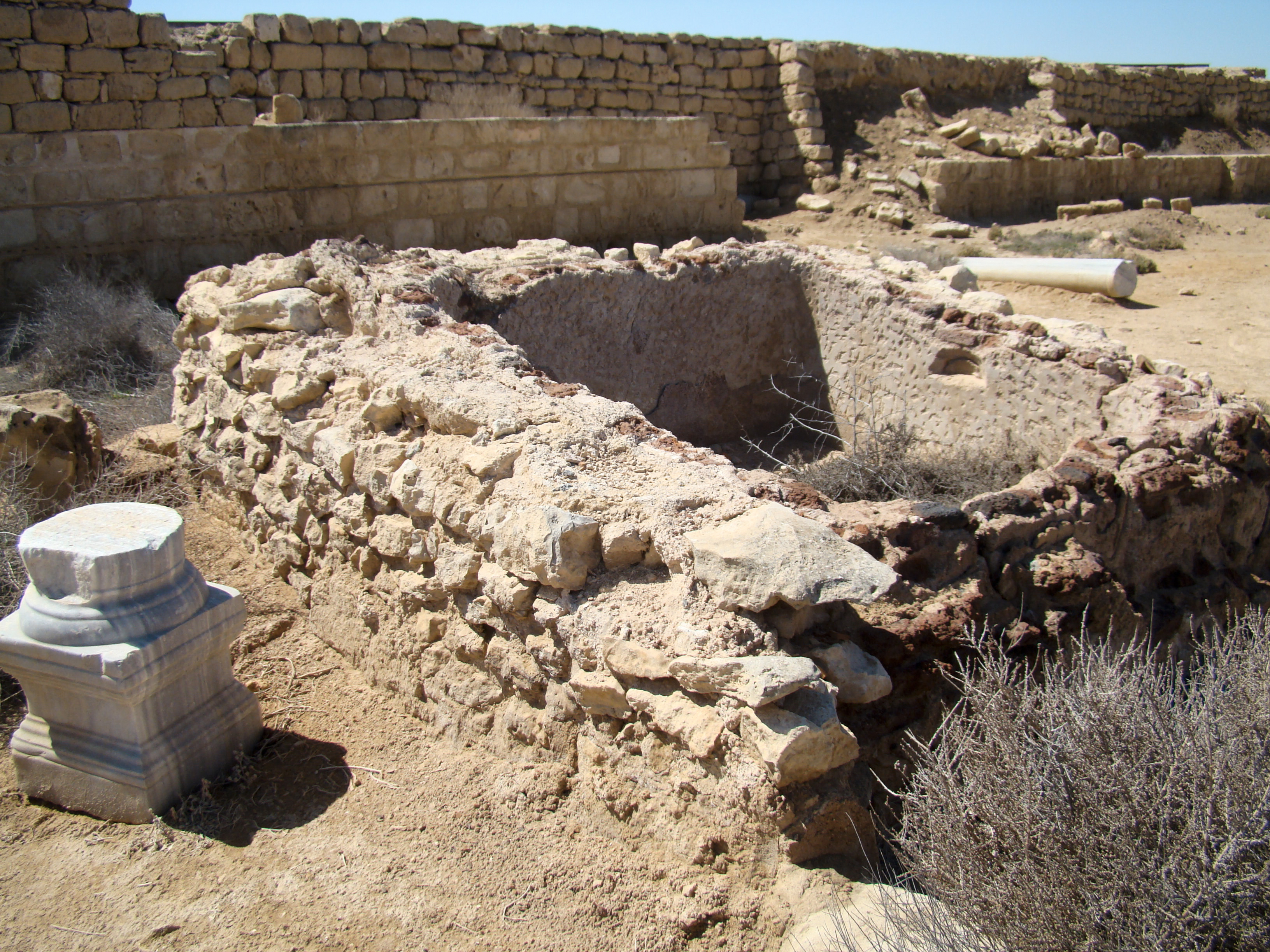
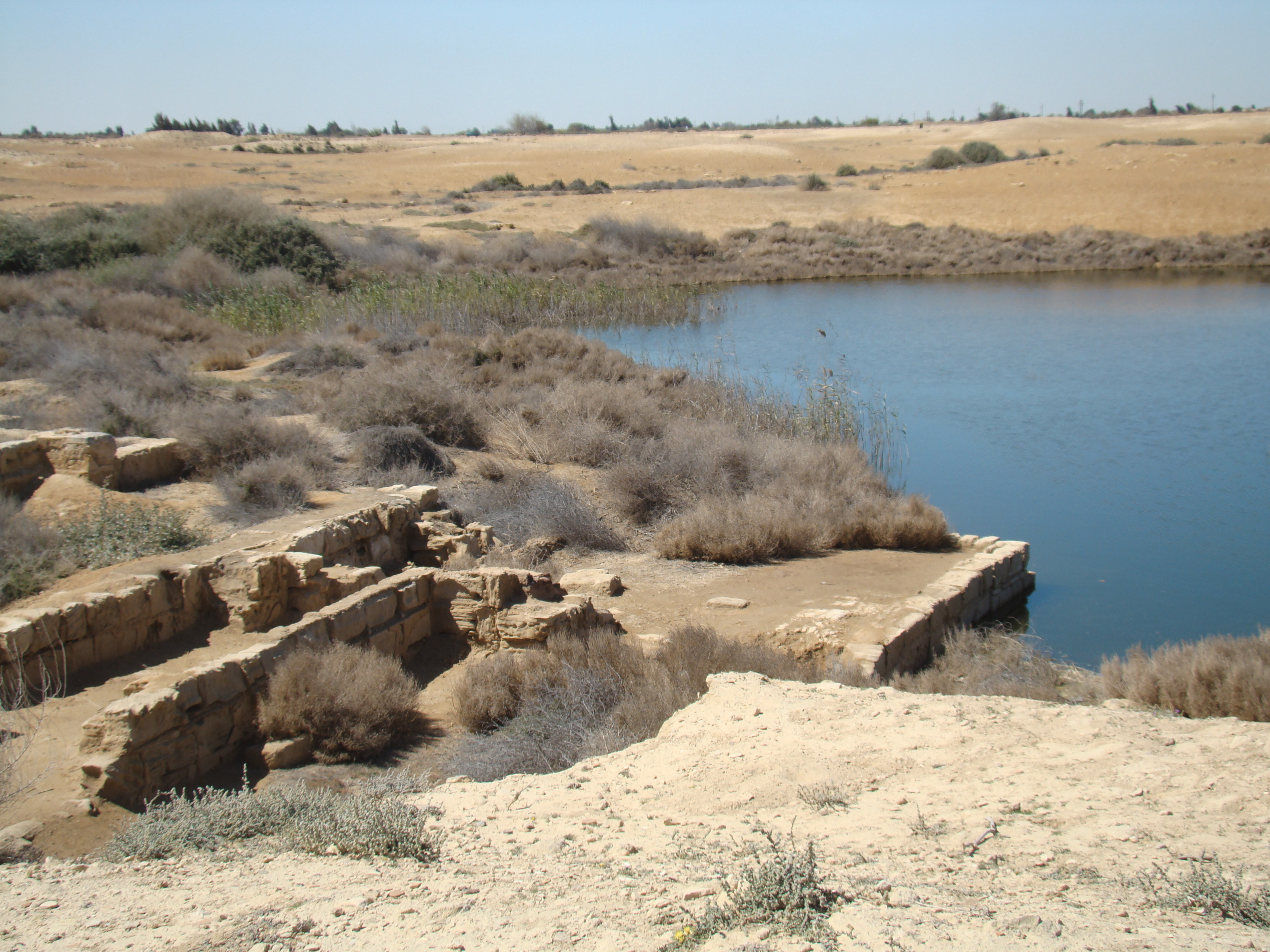
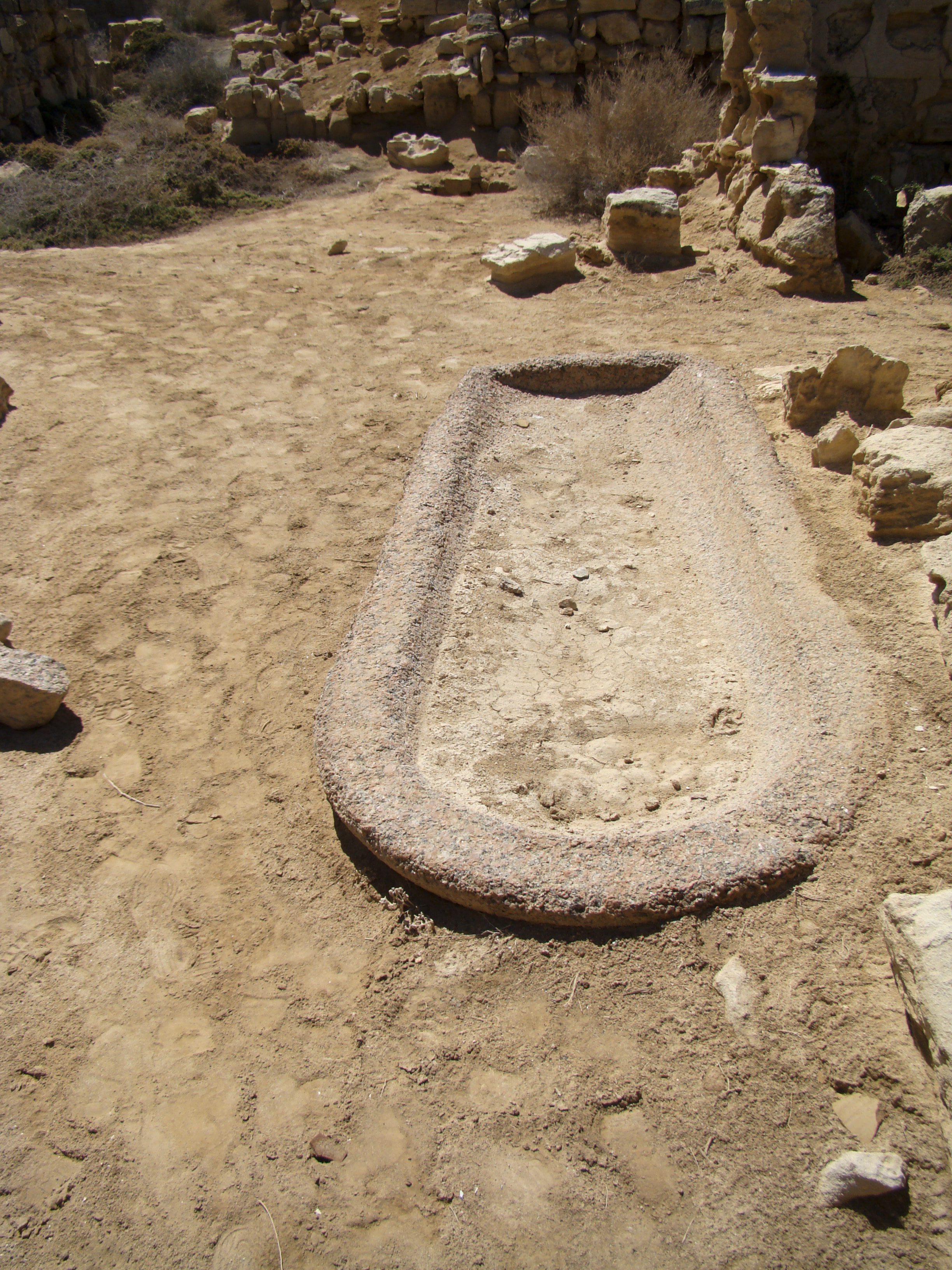
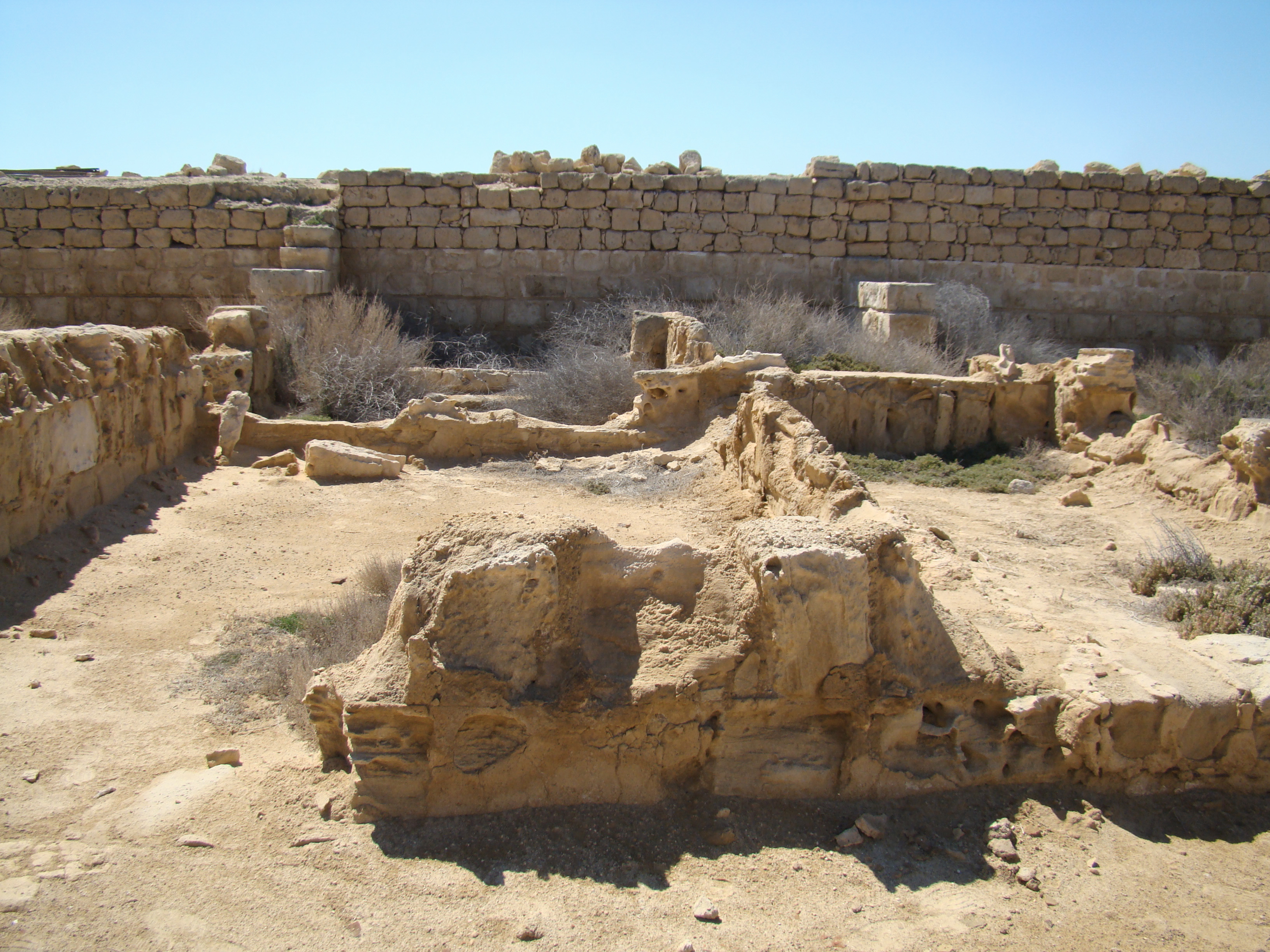
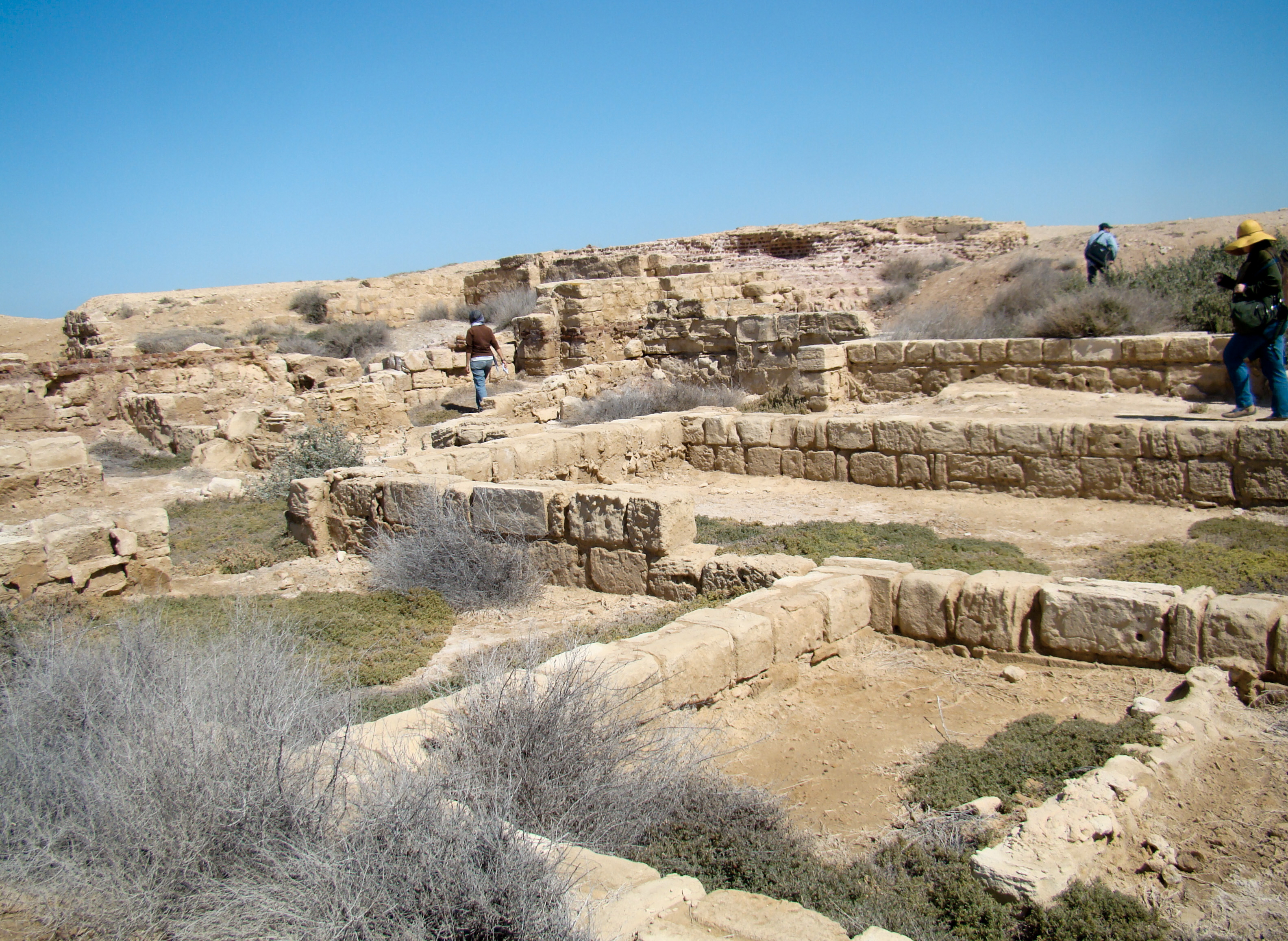
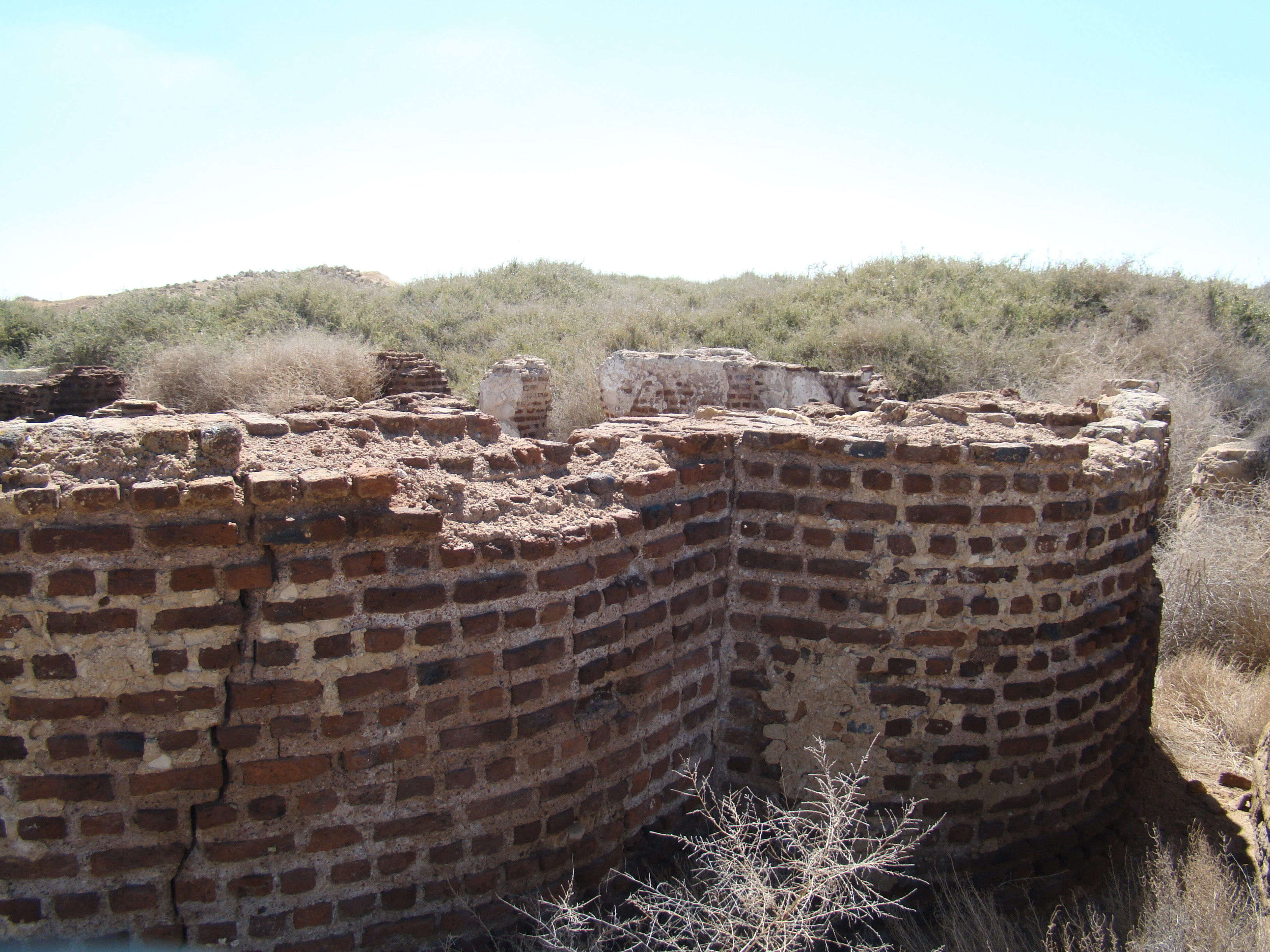
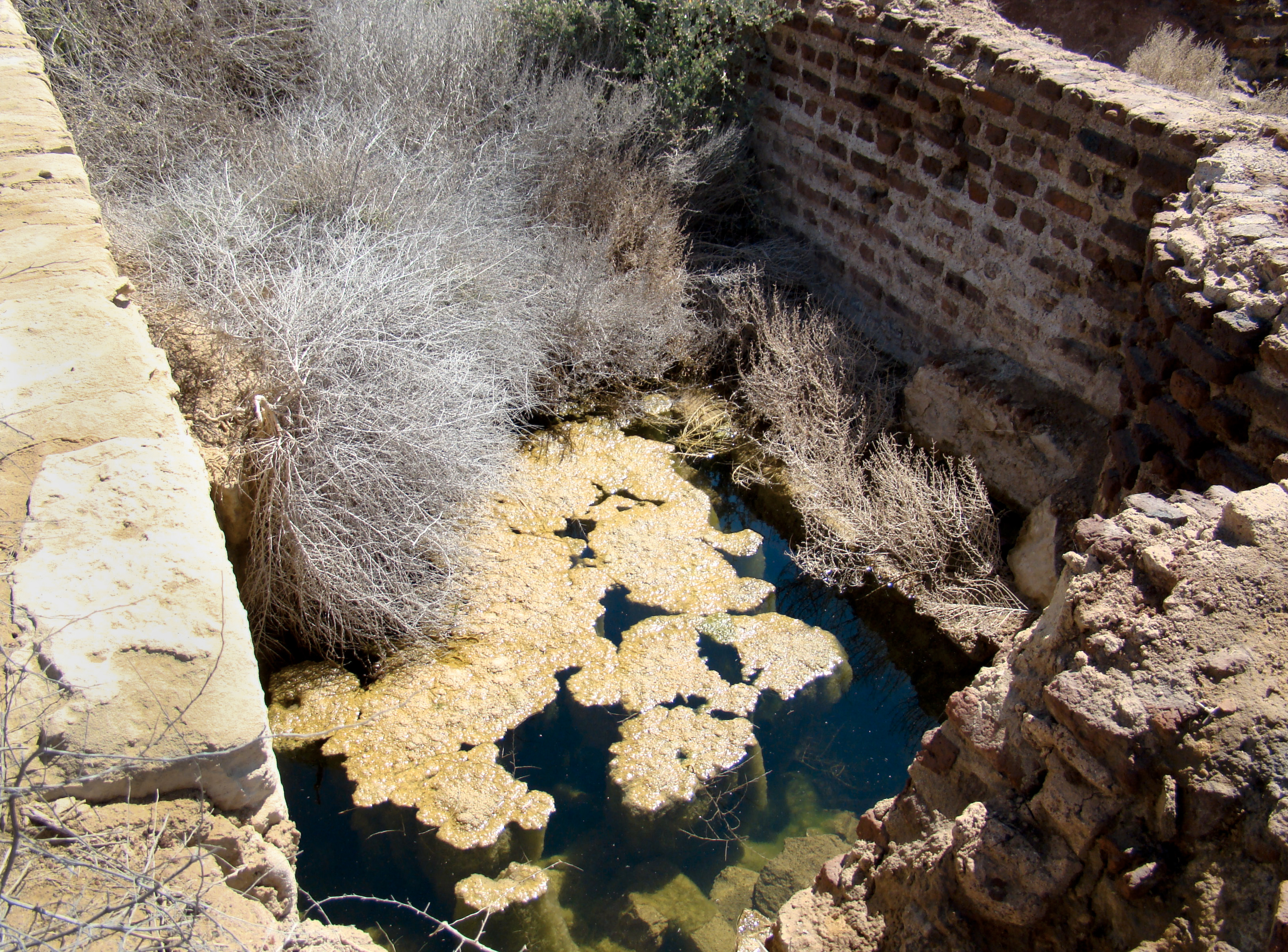
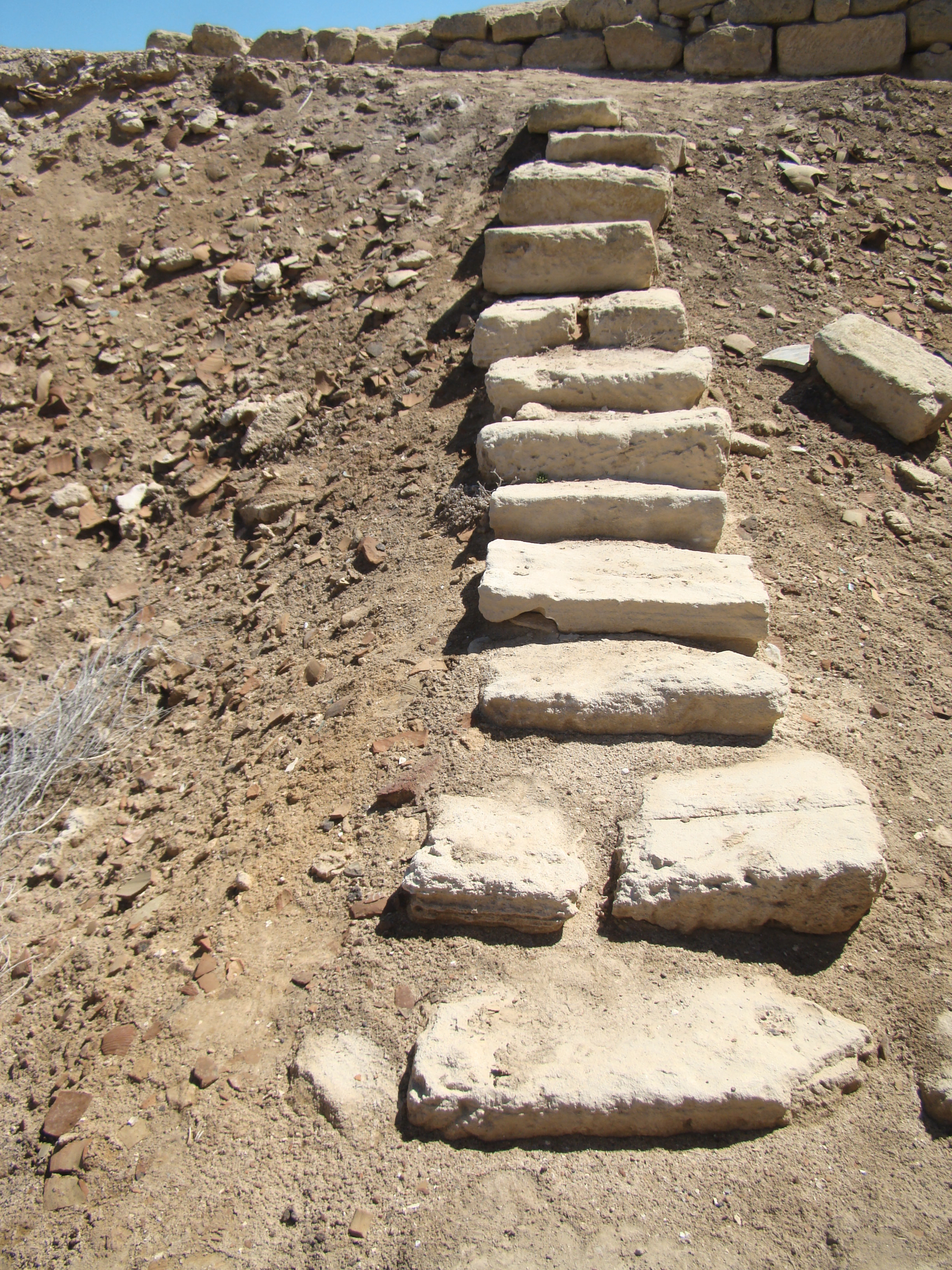
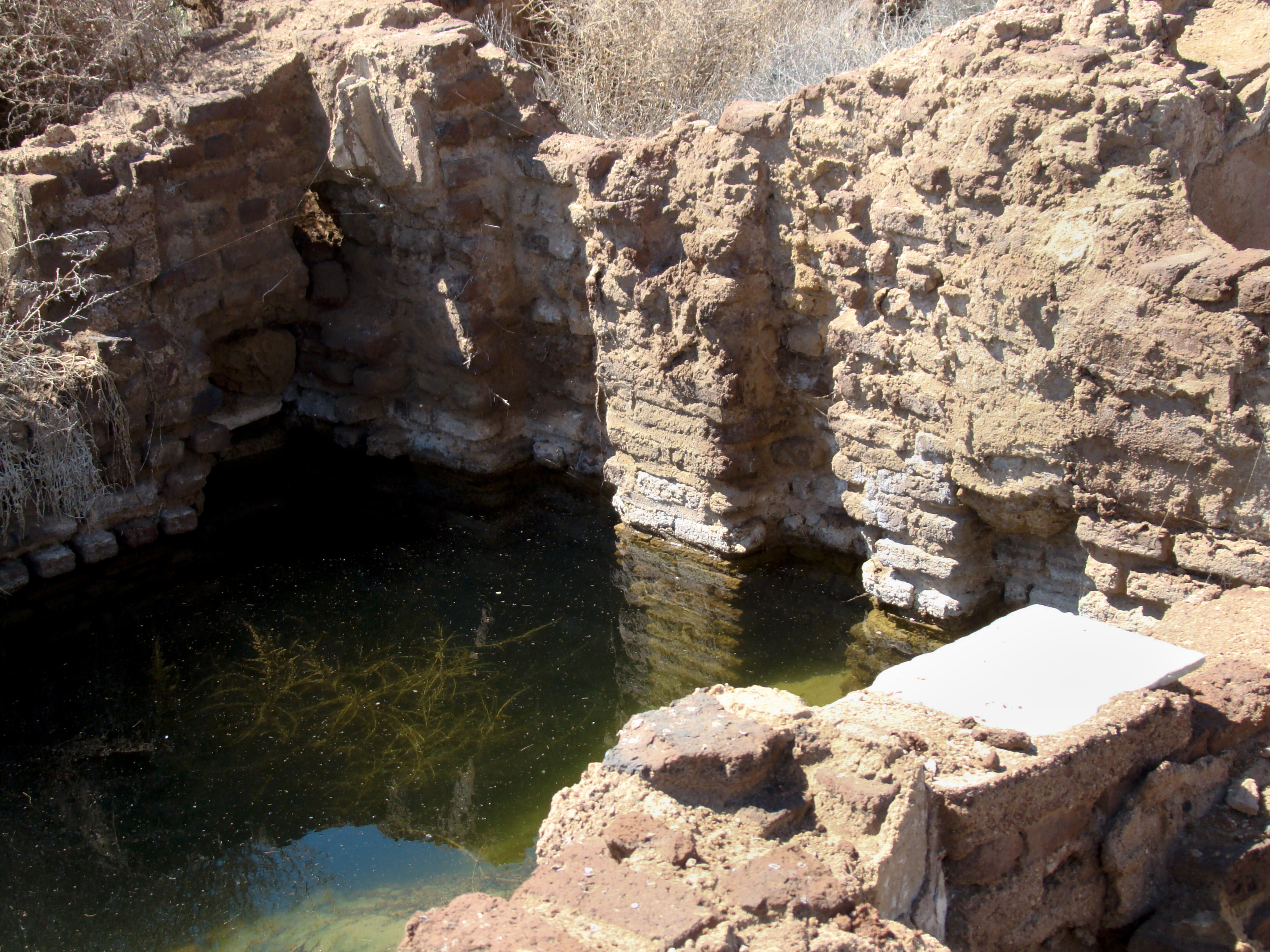
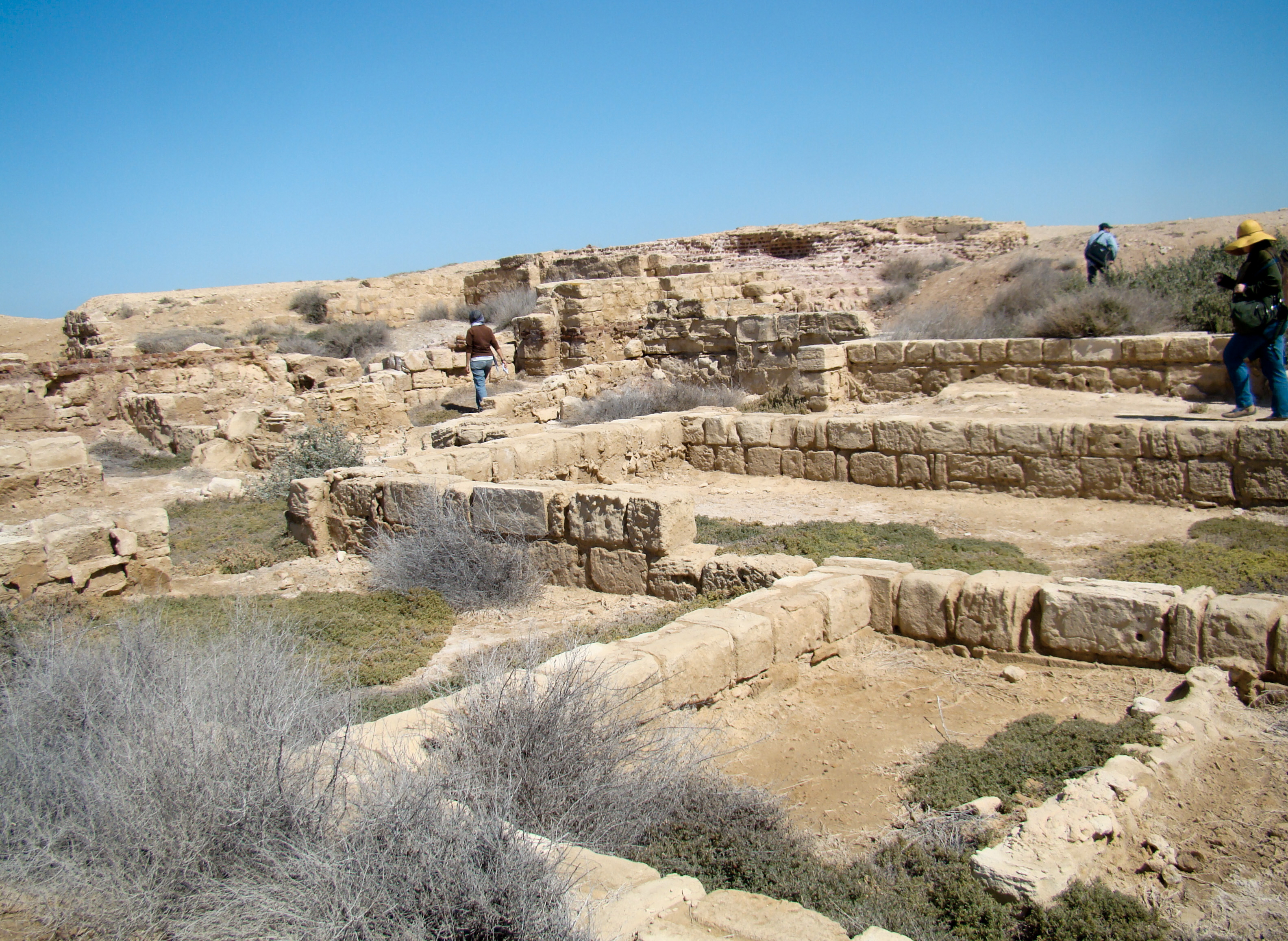
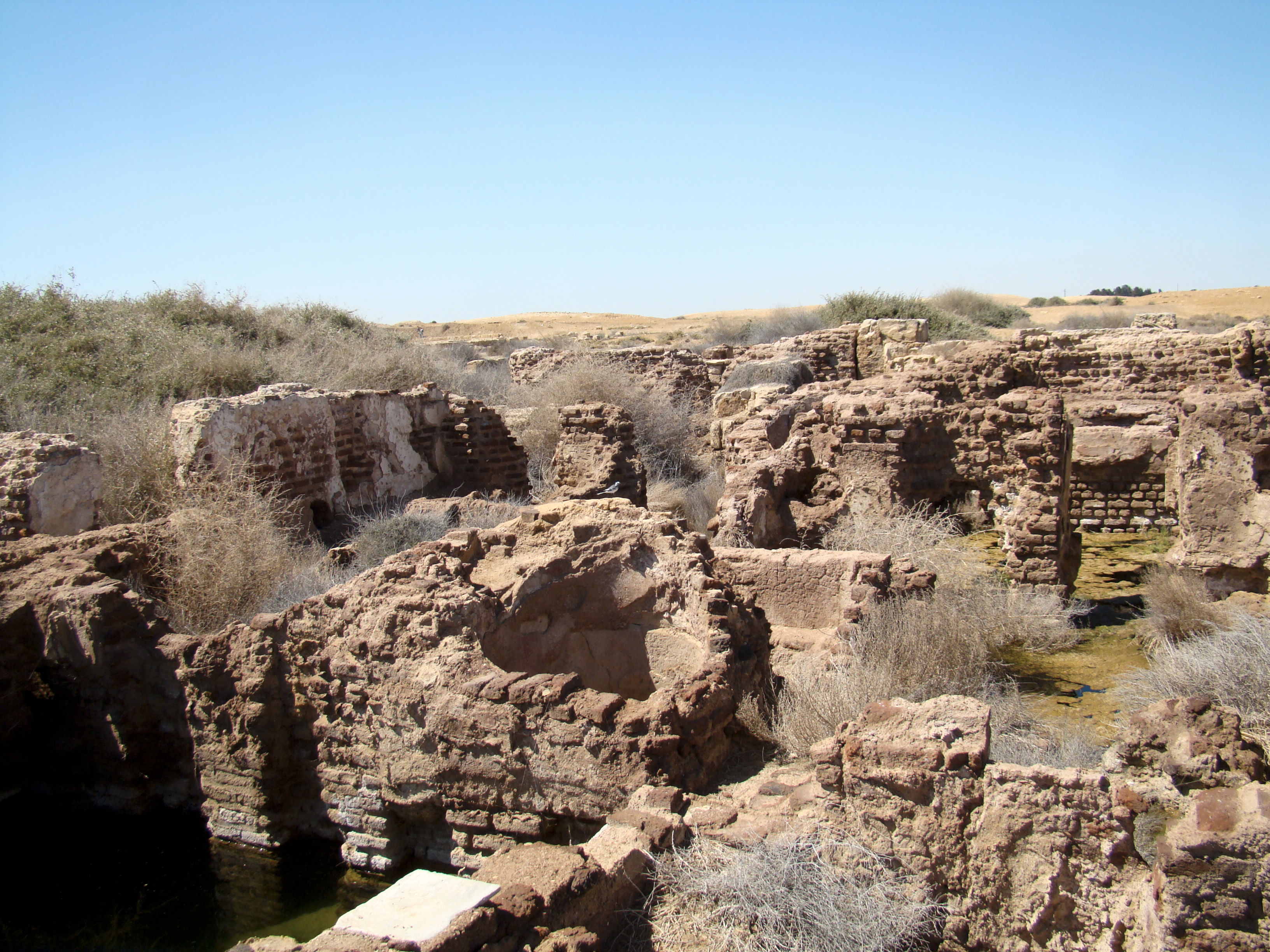
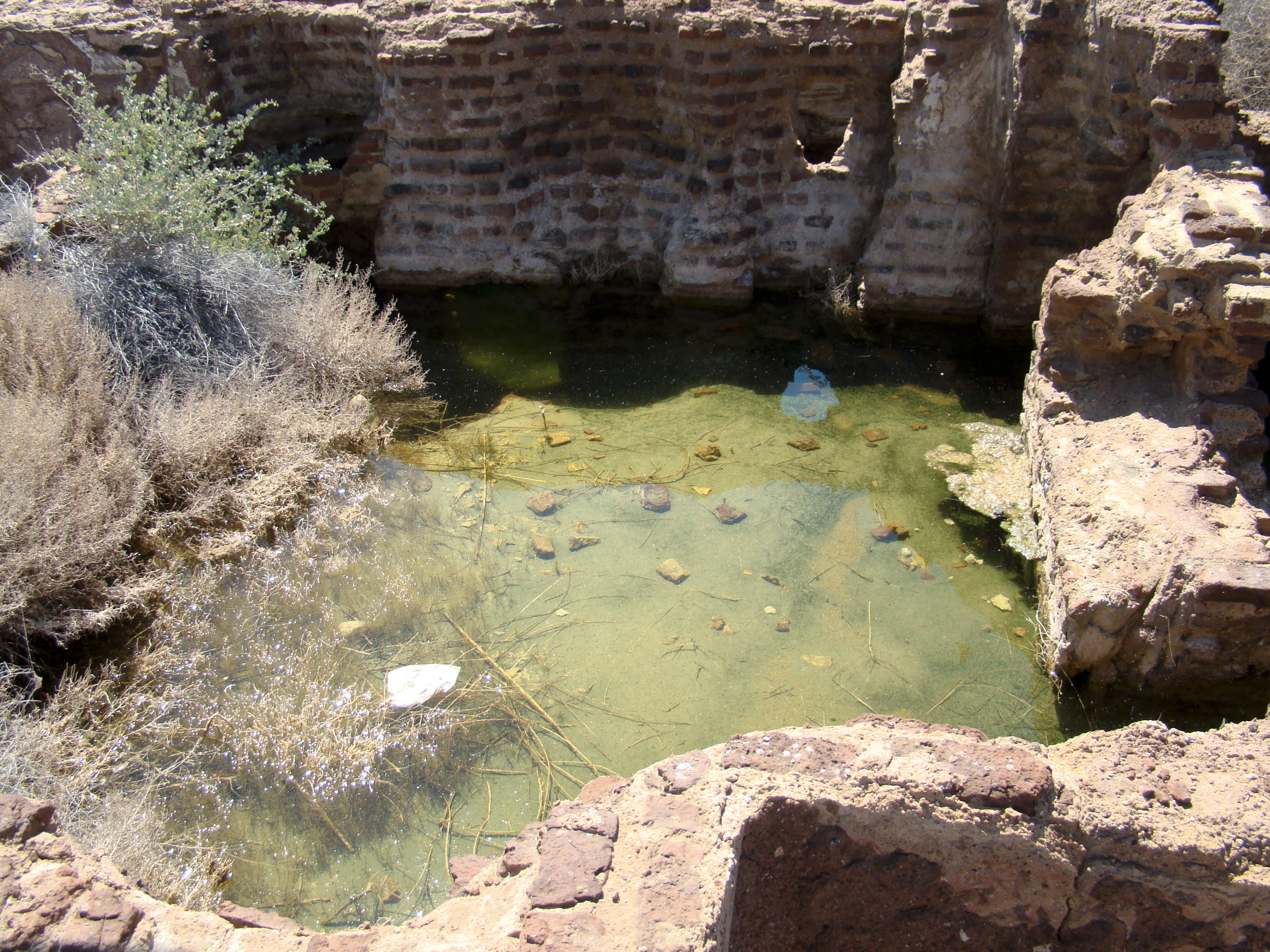
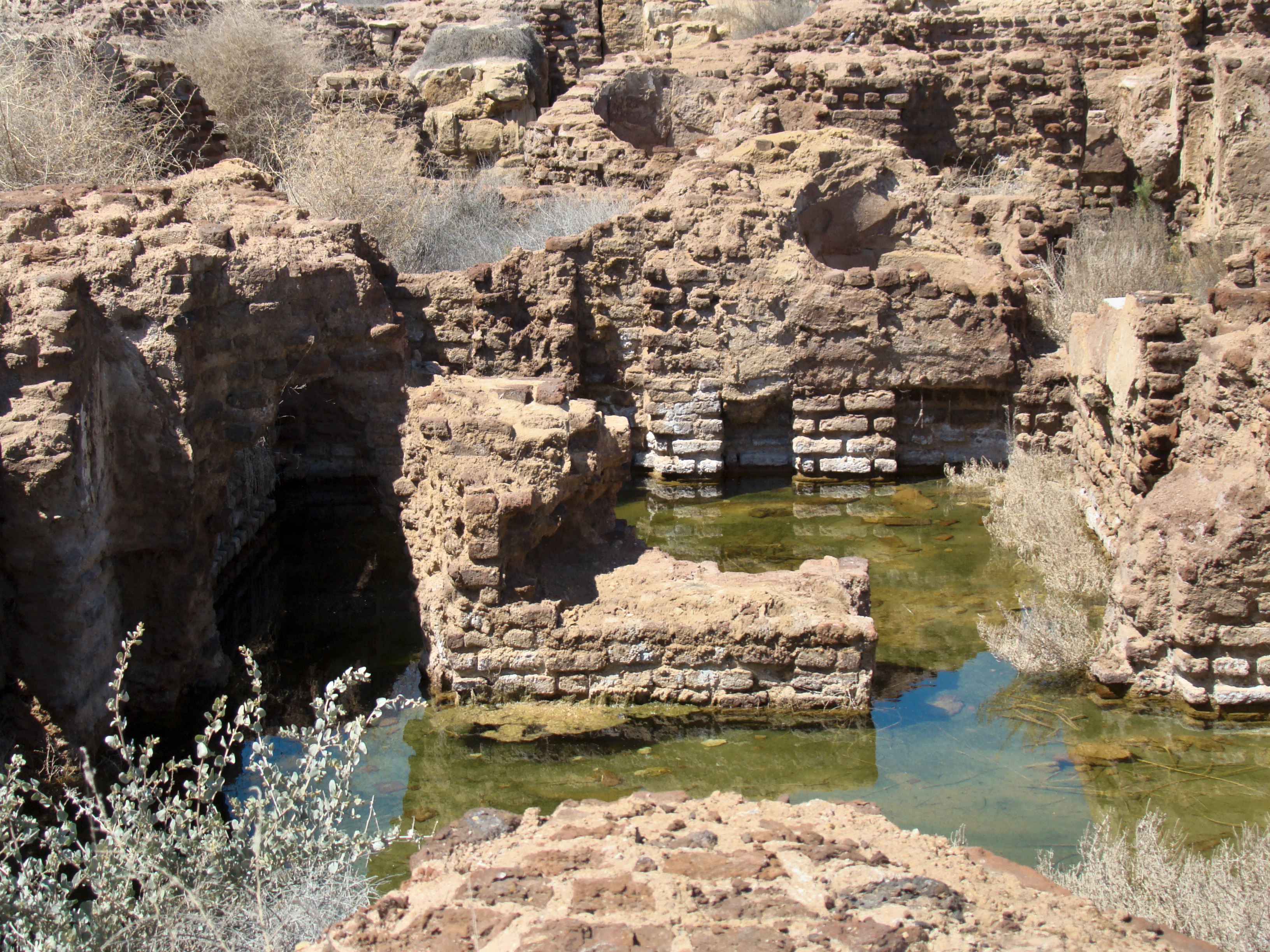
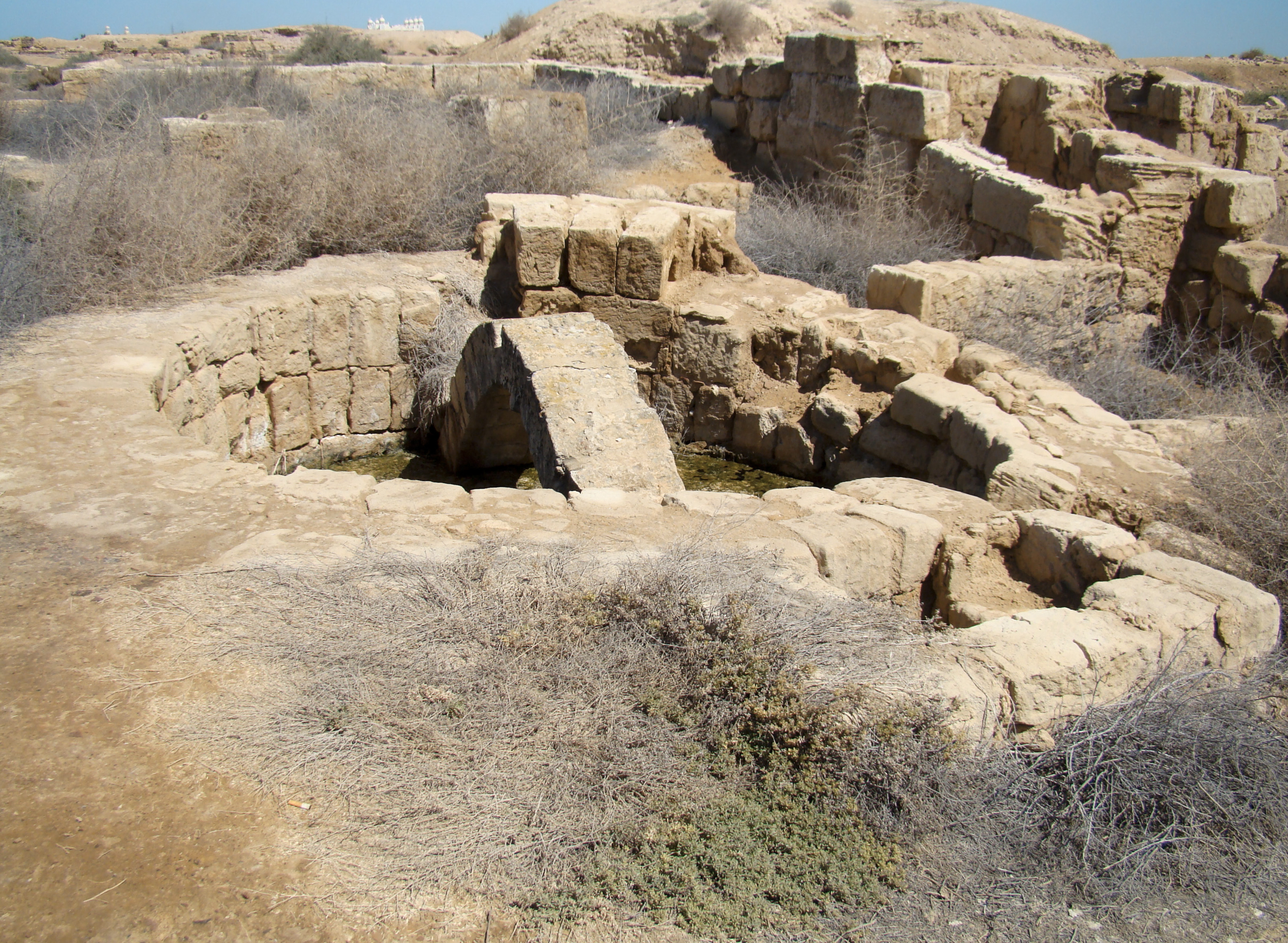
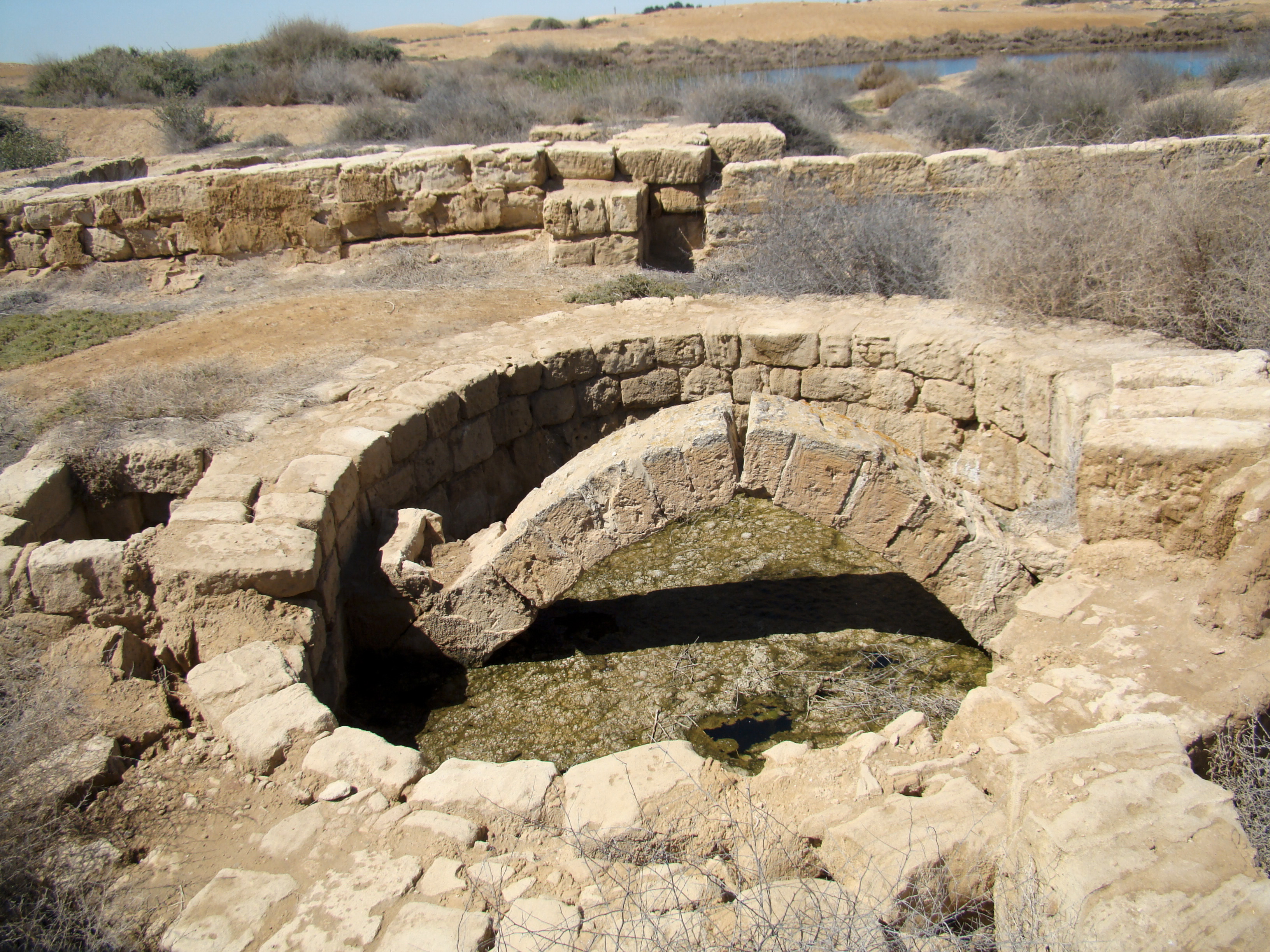
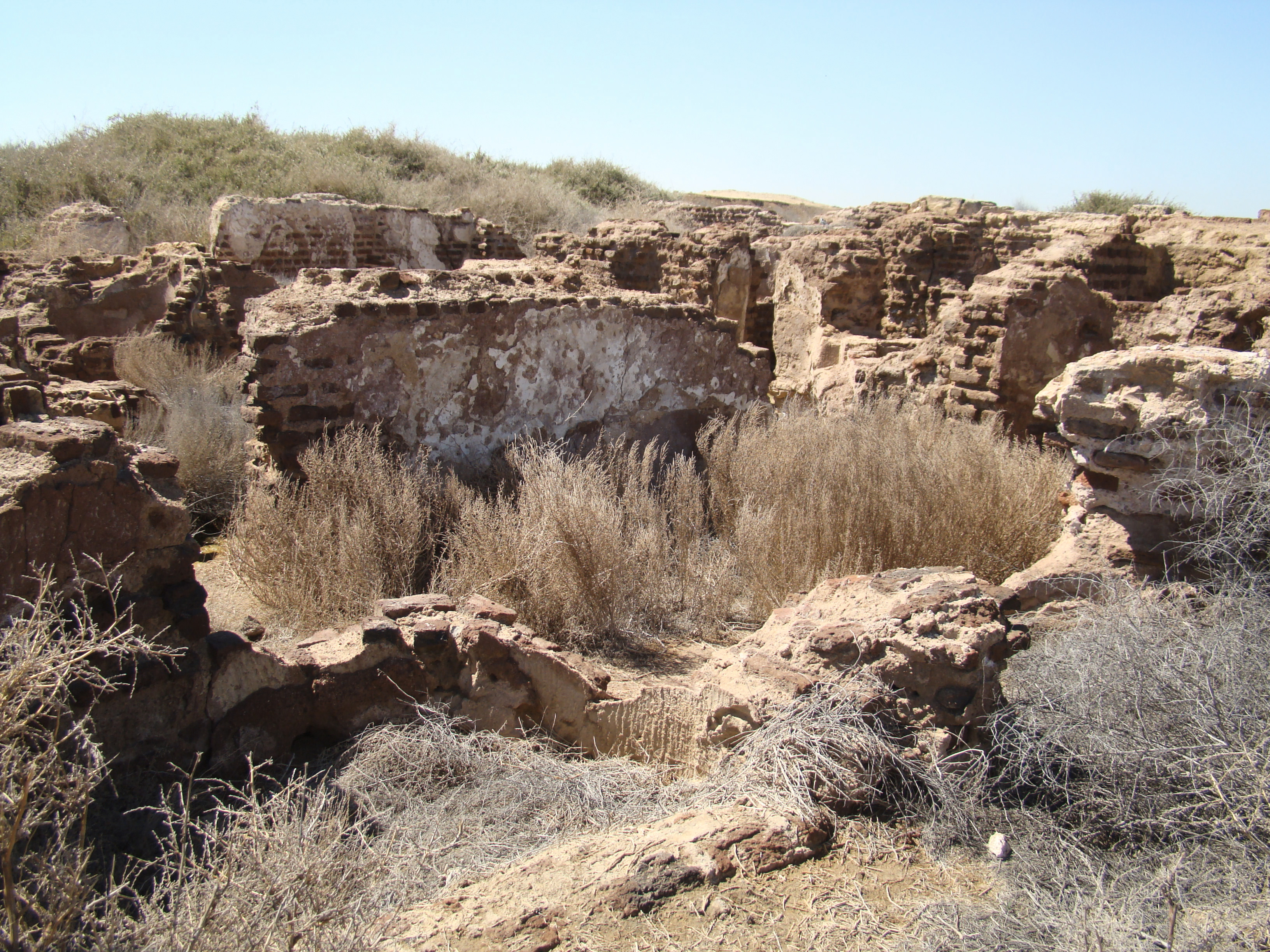
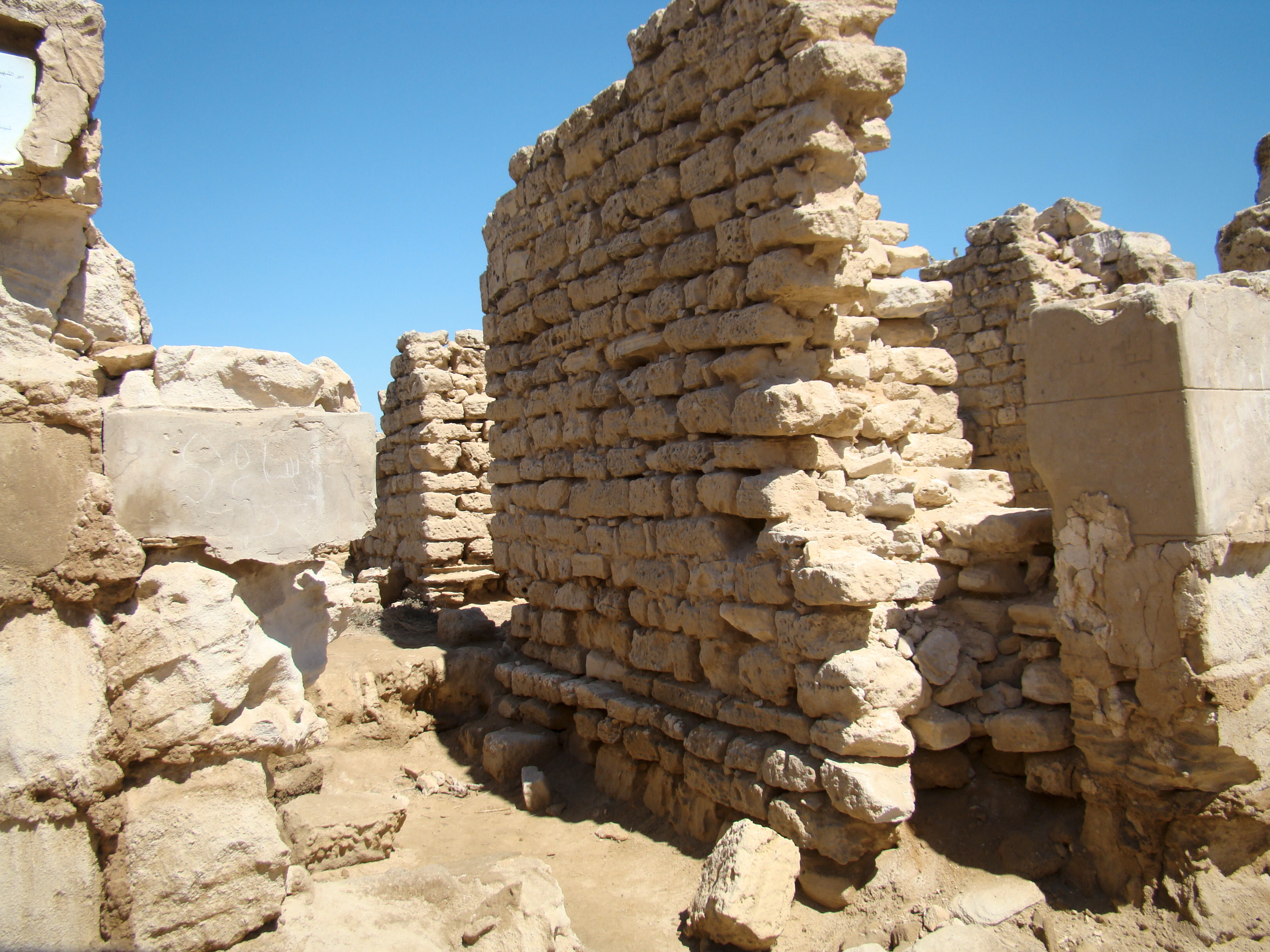
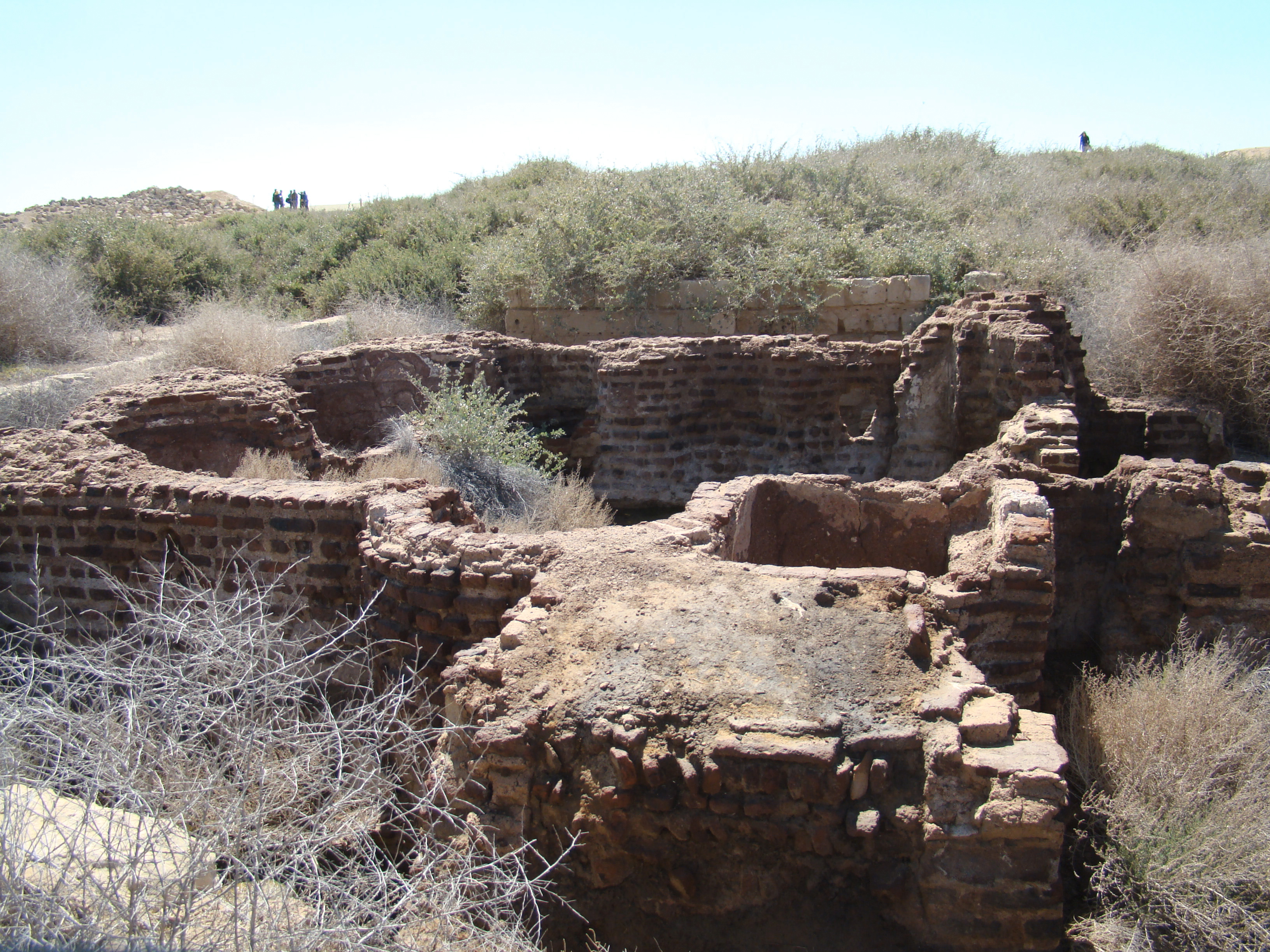
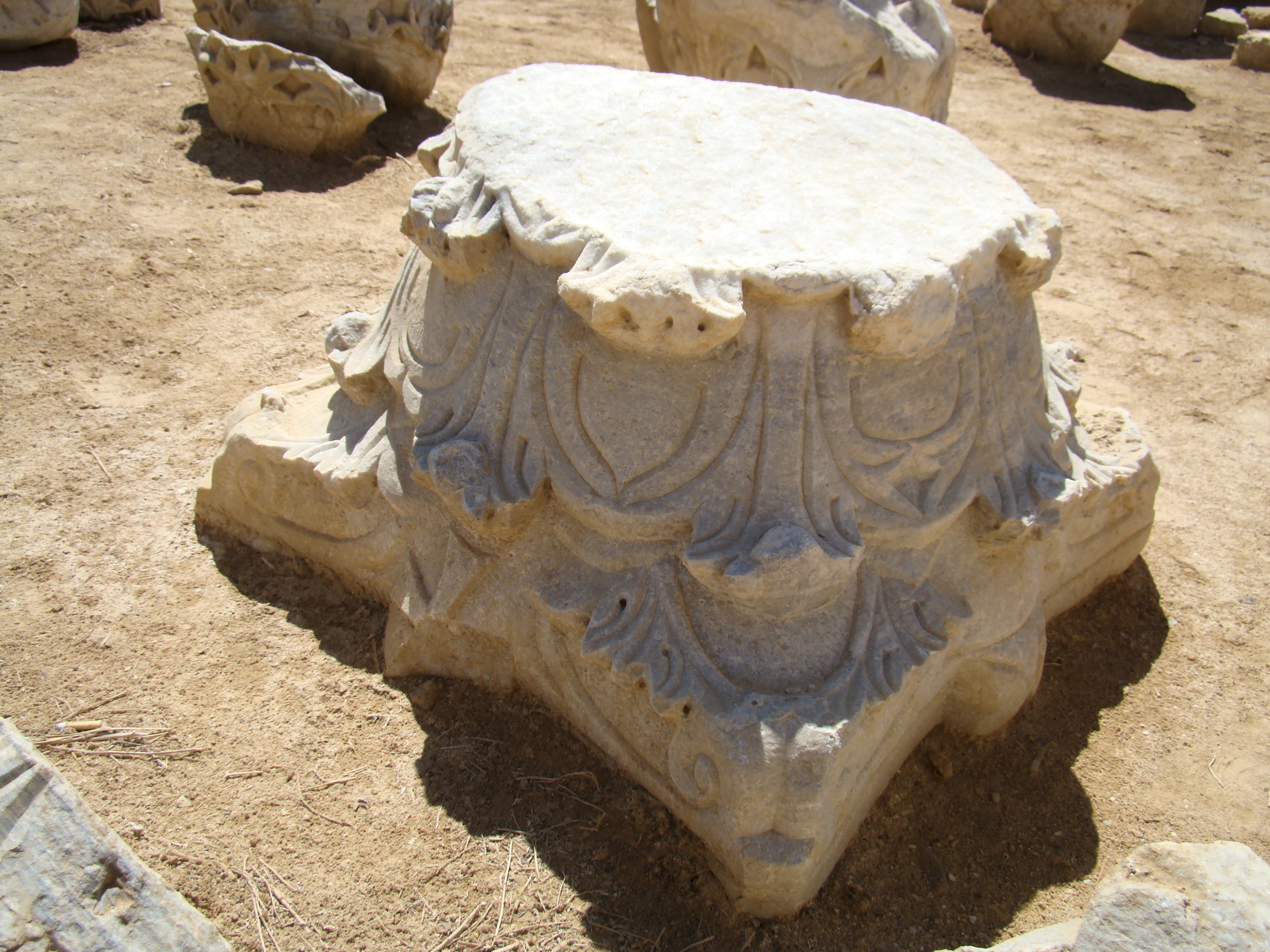
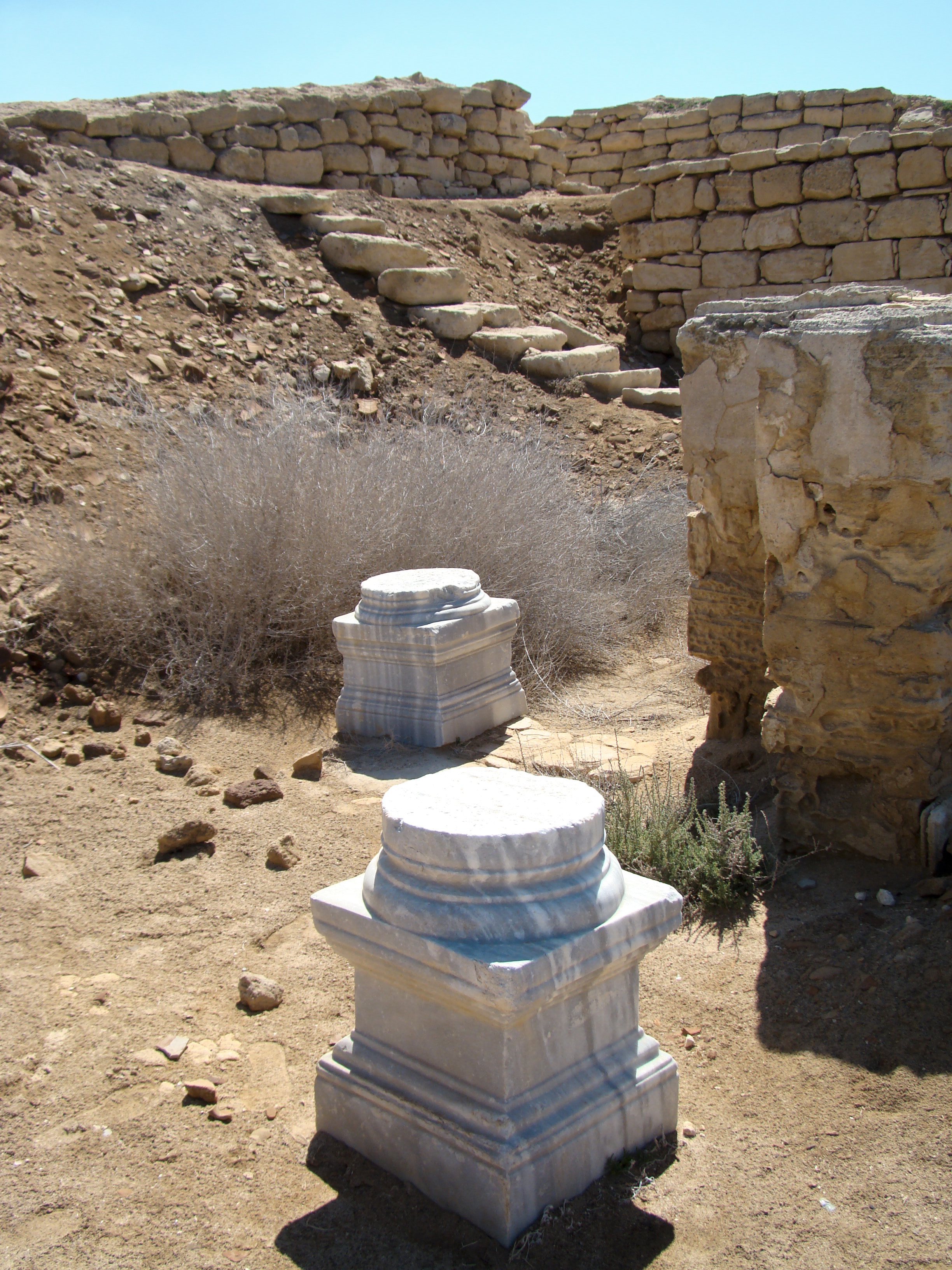
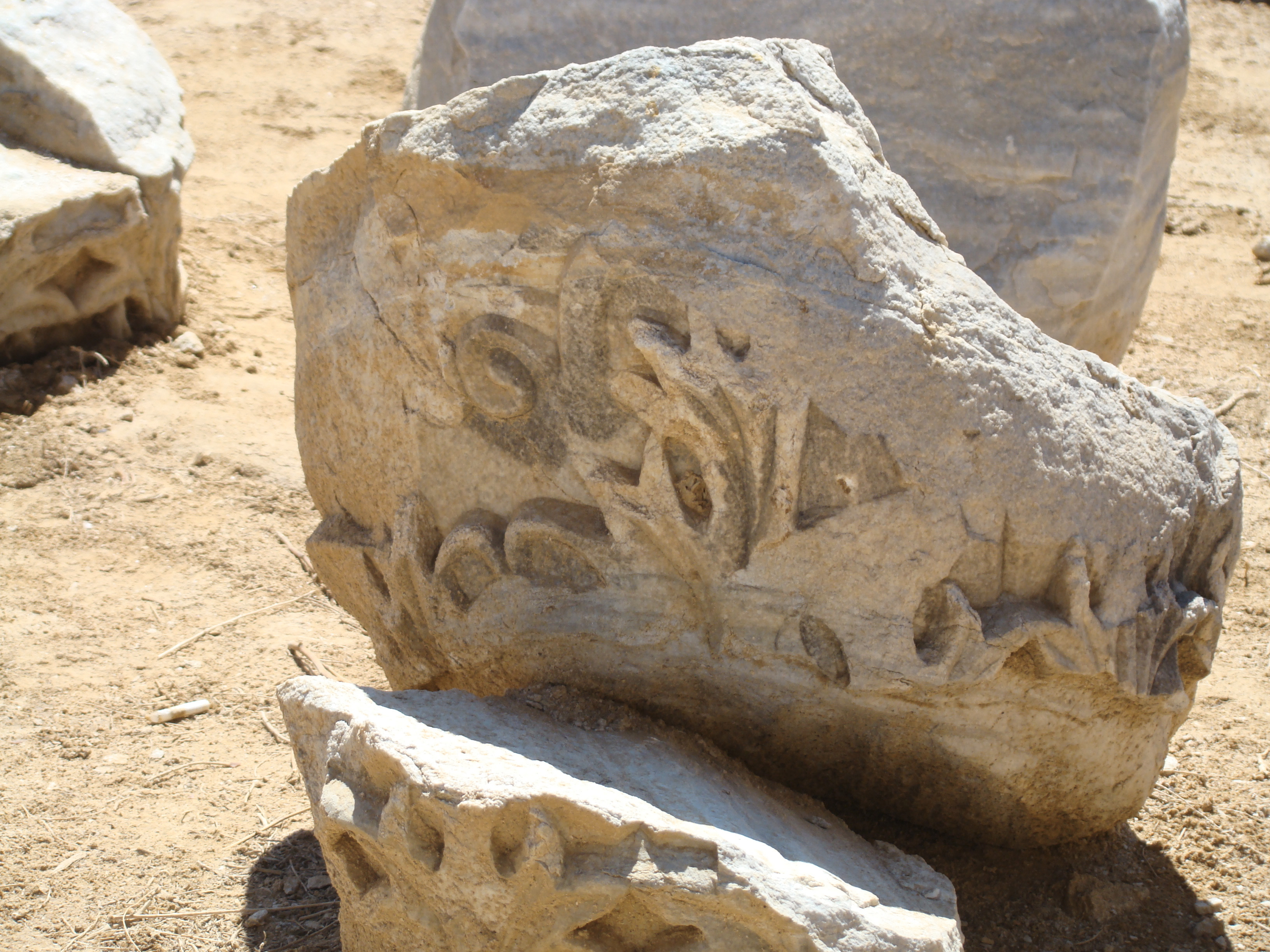
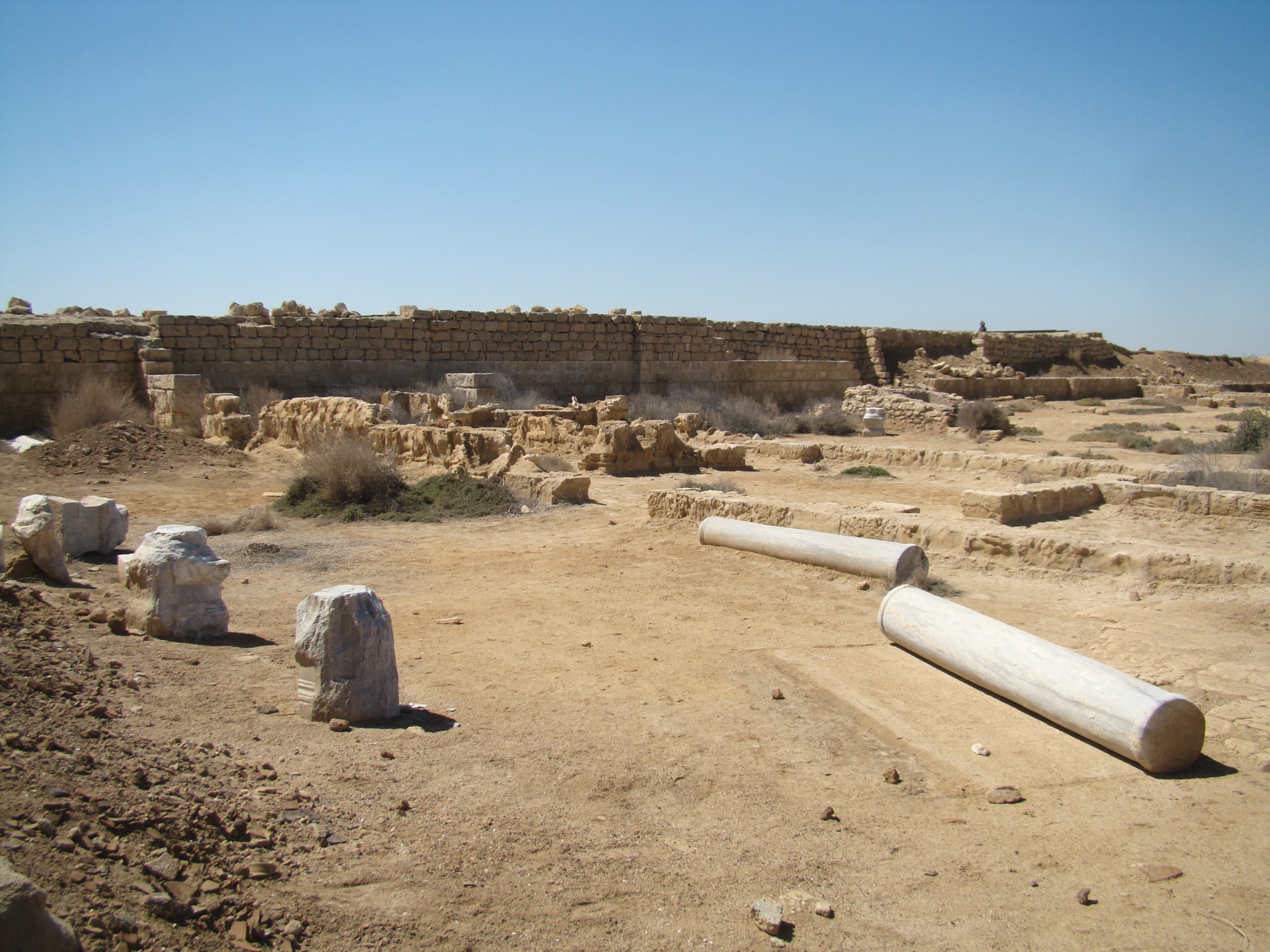
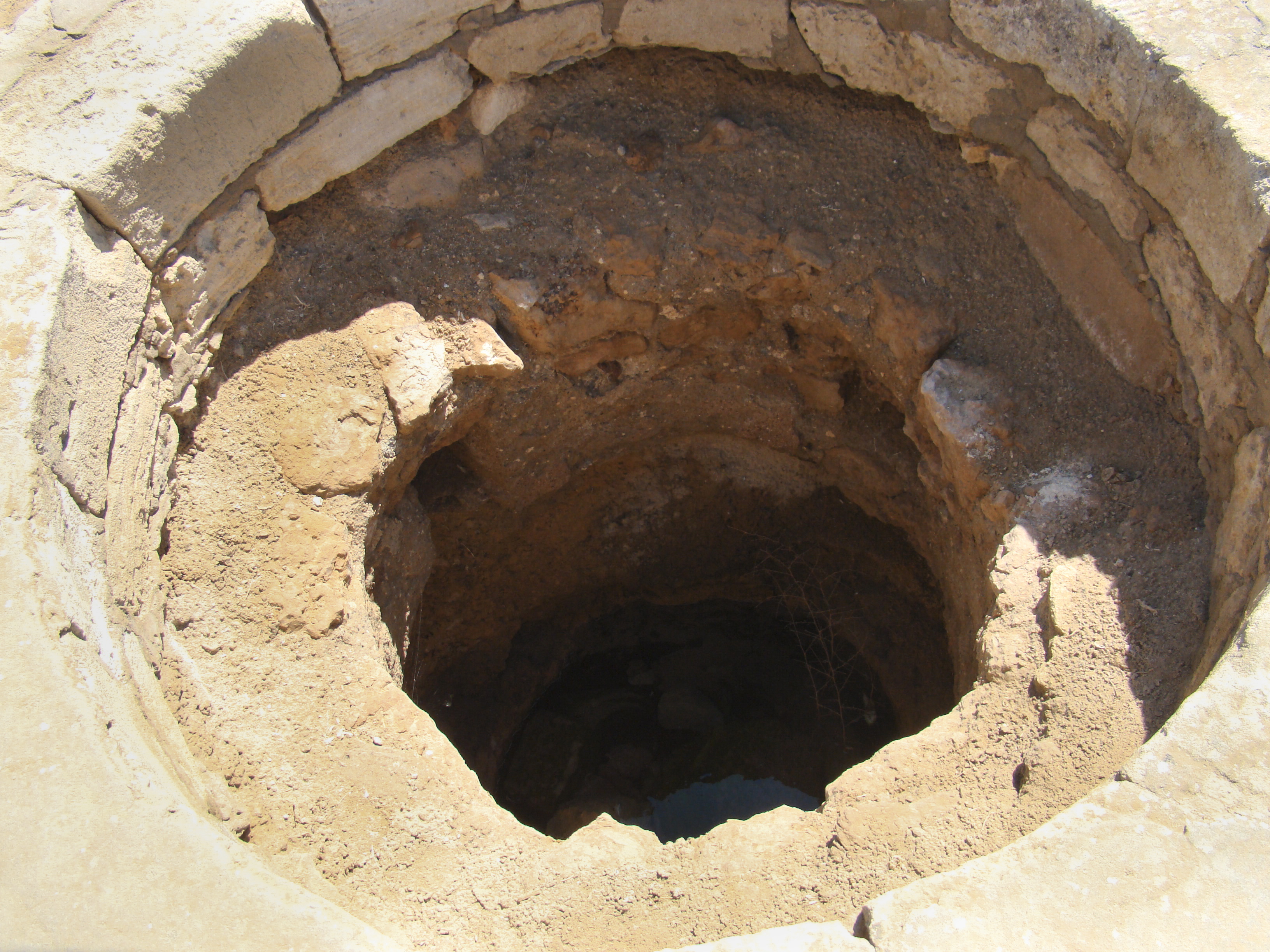
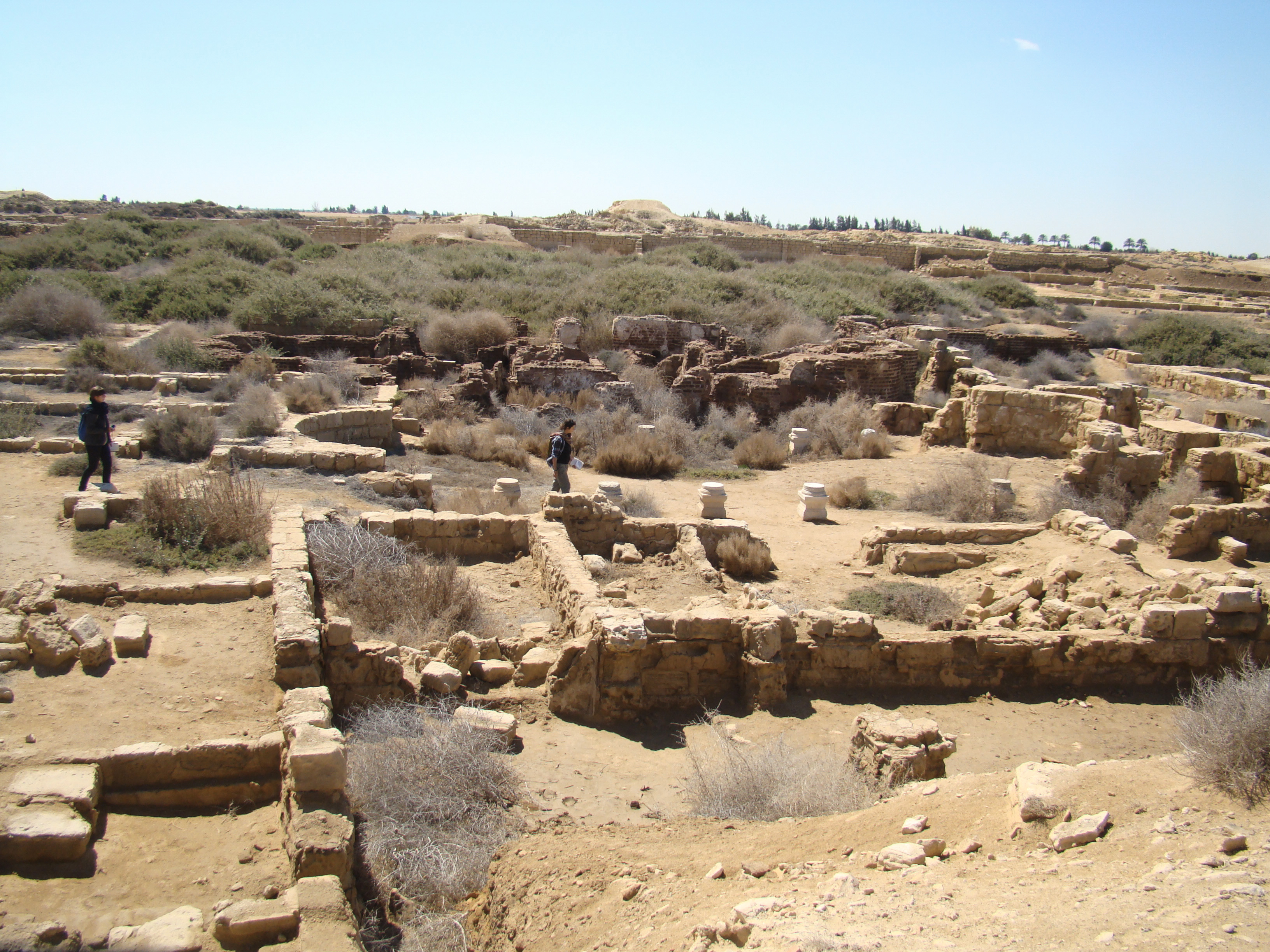
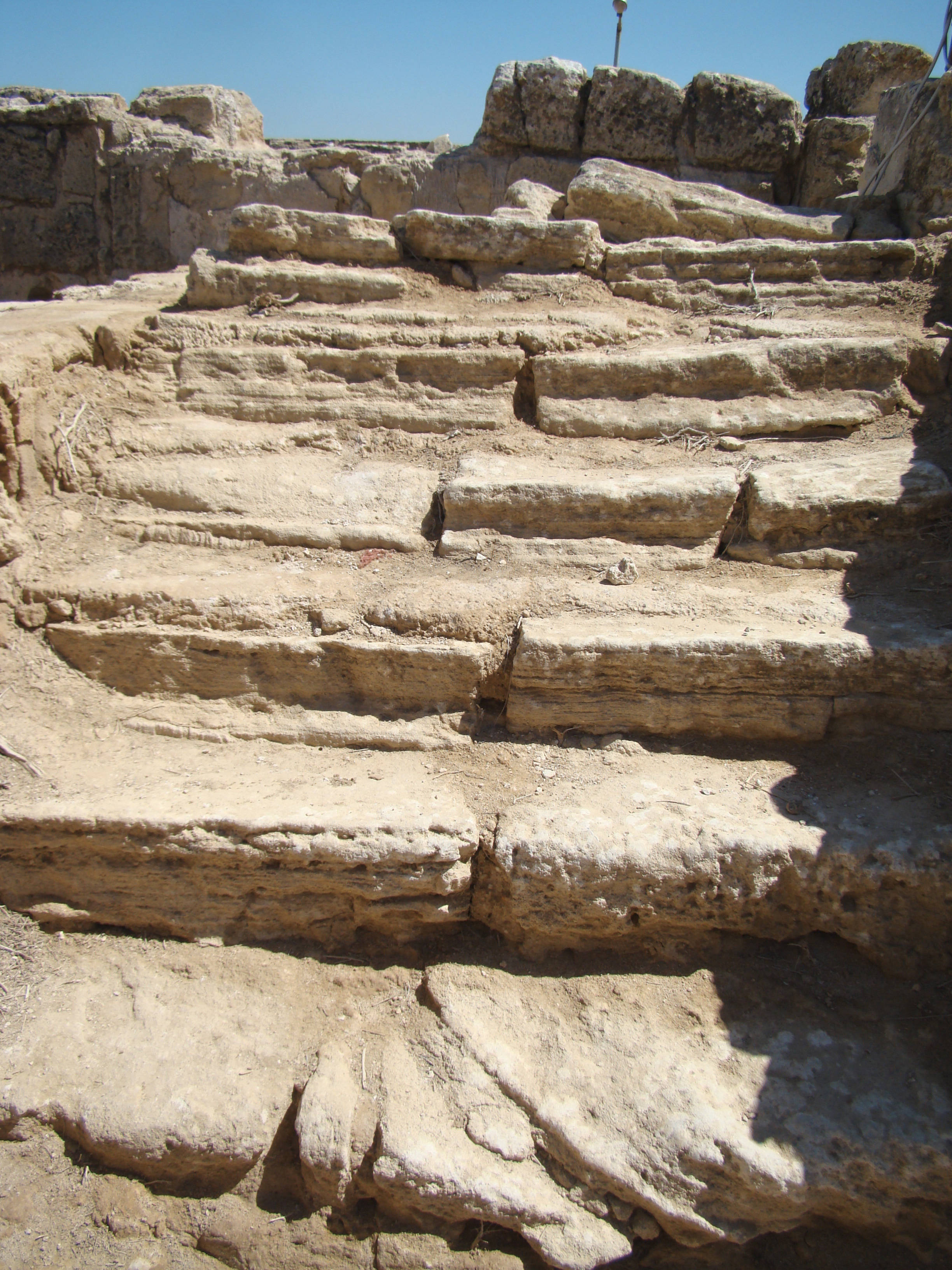
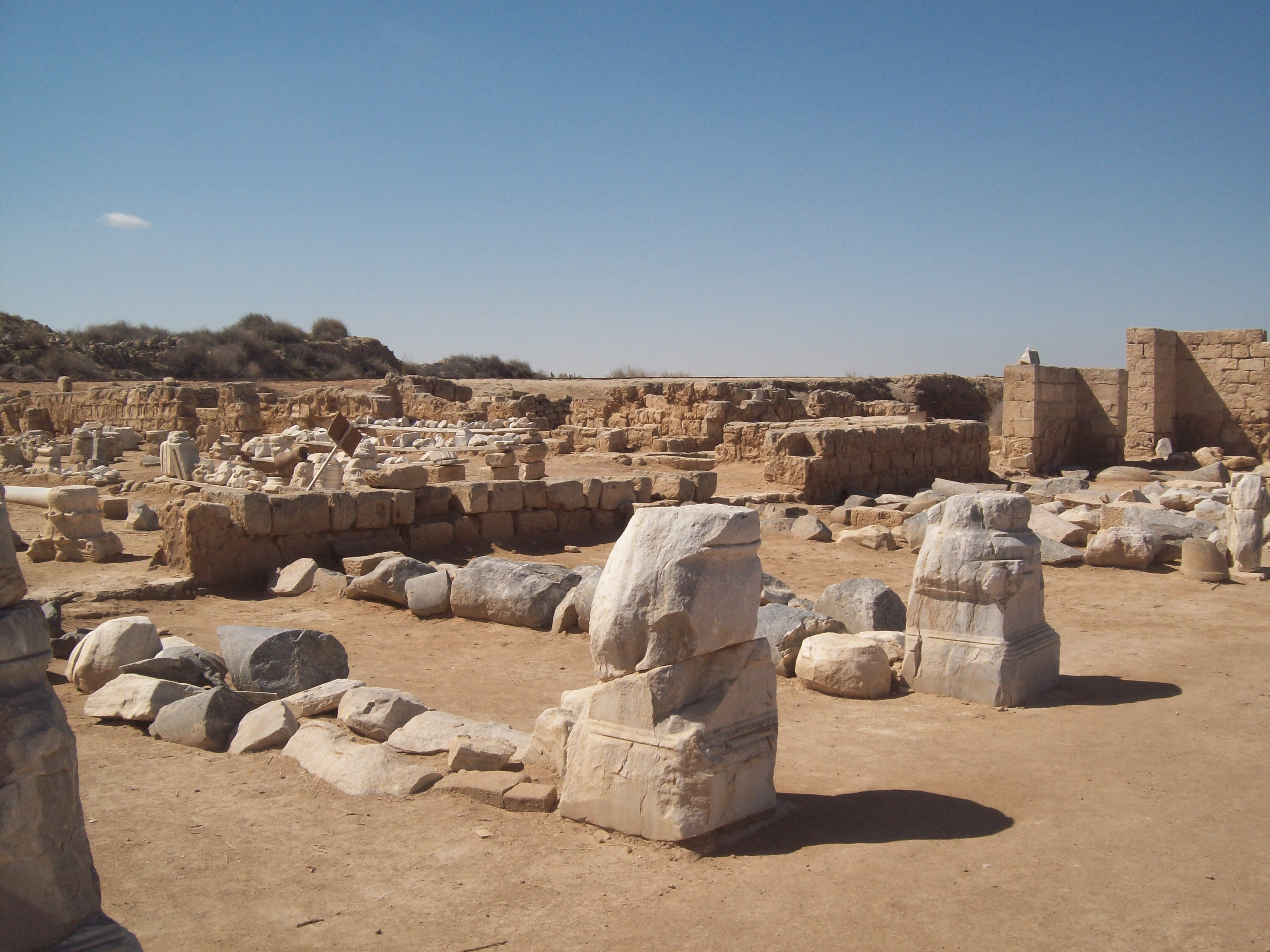
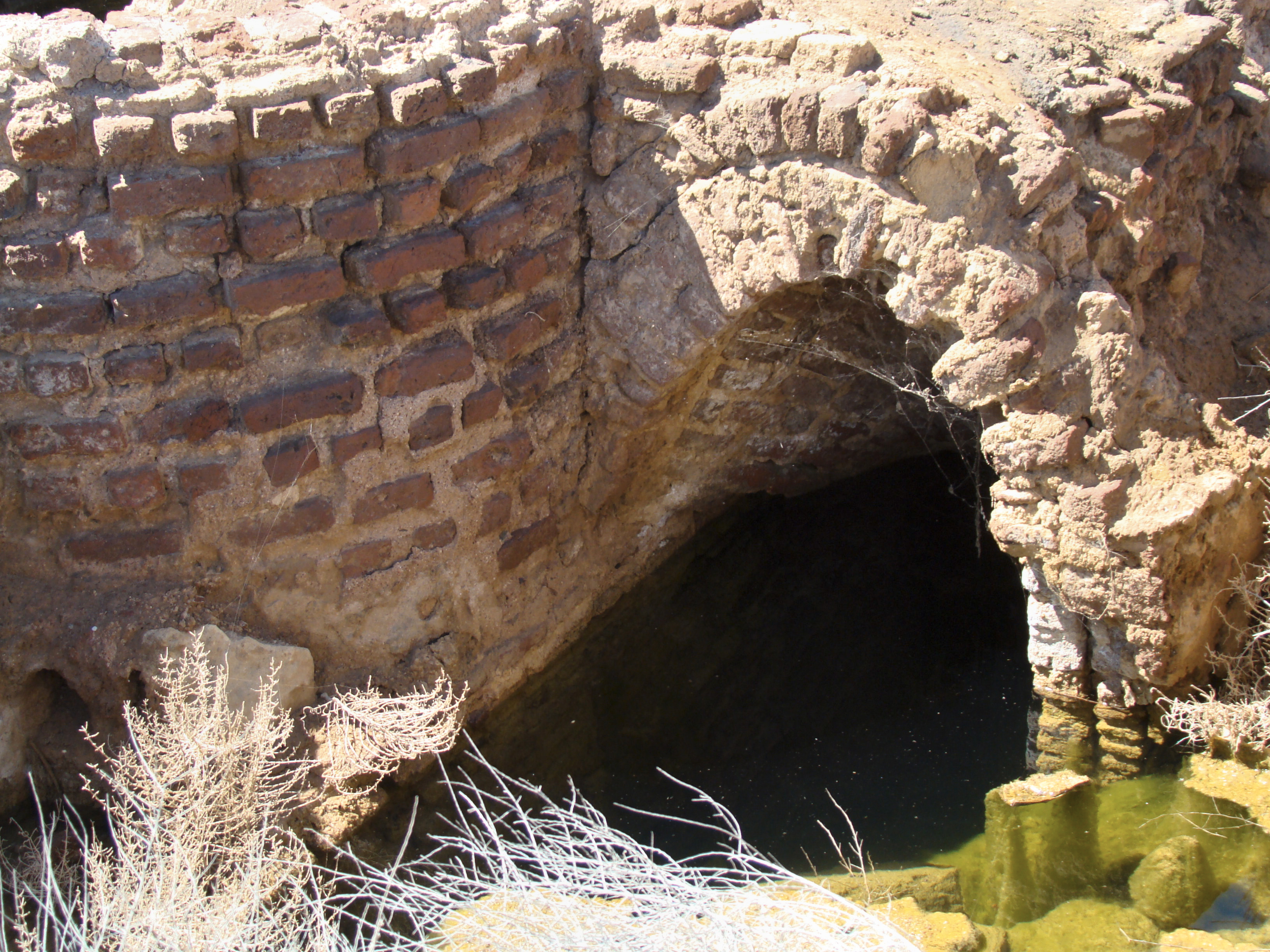
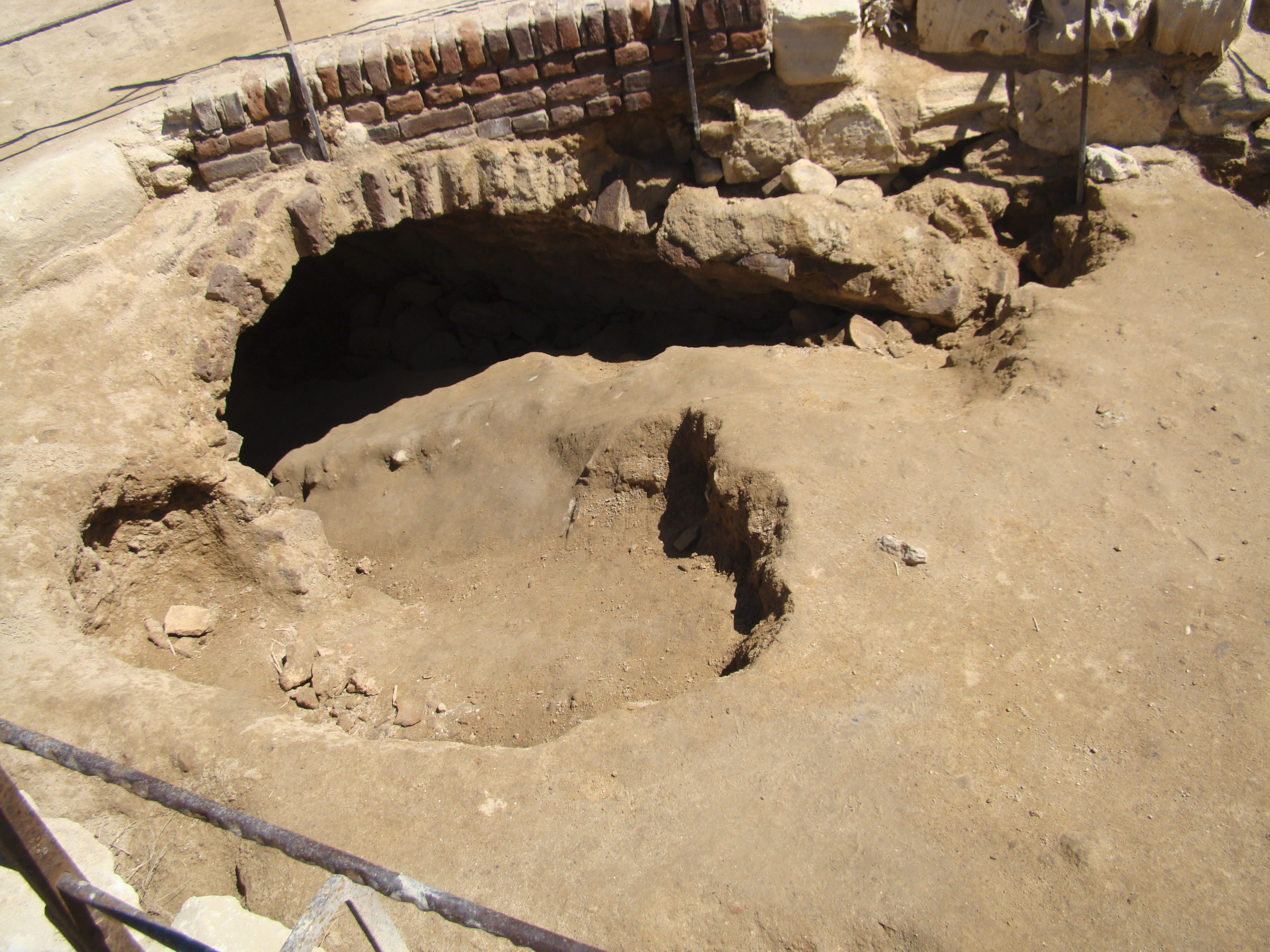
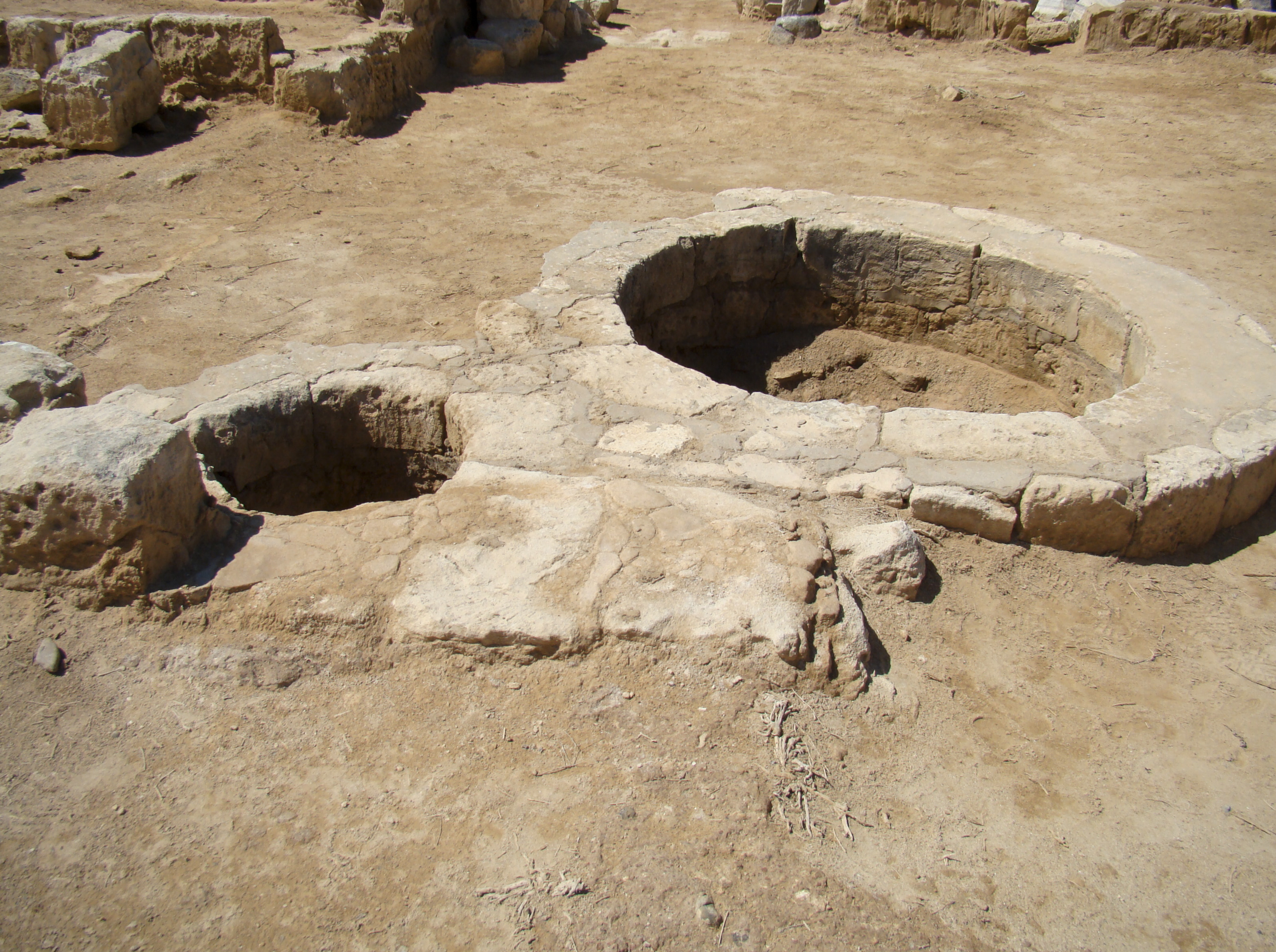
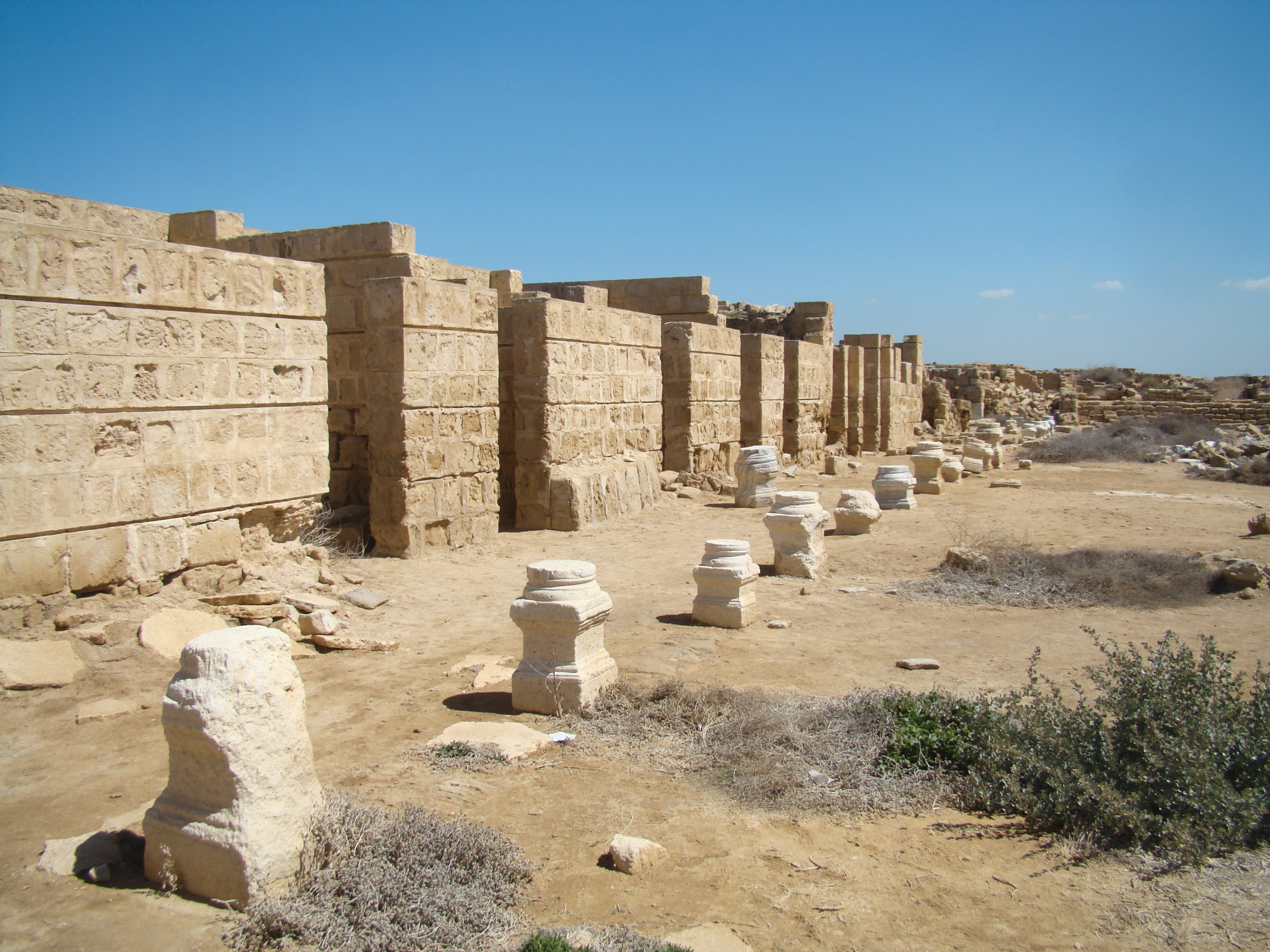